# أستراليا في الألعاب البارالمبية الصيفية 2024
شاركت أستراليا في الألعاب البارالمبية الصيفية 2024 في العاصمة الفرنسية باريس، خلال الفترة من 28 أغسطس إلى 8 سبتمبر 2024.

## الإدارة
في يونيو 2022، أعلنت اللجنة البارالمبية الأسترالية عن تعيين كيت ماكلافلين كرئيسة للبعثة البارالمبية إلى ألعاب باريس، وذلك للمرة الثالثة في تاريخ مشاركة أستراليا في الألعاب البارالمبية الصيفية. كما عُين كل من تيم مانيون وبريدي كين وبن تروي كمُساعدين لها.
في حين عُين الثنائي كورتيس ماك غرايت وأنجي بالارد كقائدين للفريق الأسترالي.
في 2 يوليو 2024، عبر كل من رئيس الوزراء أنتوني ألبانيز وزعيم المعارضة بيتر داتون عن دعمهما المشترك لفريق أستراليا البارالمبي لعام 2024 خلال حفل التقديم الرسمي للفريق المشارك في القاعة الكبرى في مبنى البرلمان الأسترالي في كانبرا.
في 12 يوليو 2024، أُعلن رسميا عن أن العداءة ماديسون دي روزاريو والسباح بريندن هول سيكونان حاملا العلم الأسترالي خلال حفل افتتاح الألعاب البارالمبية الصيفية 2024، وذلك خلال فعالية نُظمت في مقر الإقامة الرسمي ‏ للحاكم العام لأستراليا في منطقة كيريبيلي في العاصمة سيدني. تُعد هذه المشاركة الخامسة للرياضيين في الألعاب البارالمبية الصيفية.

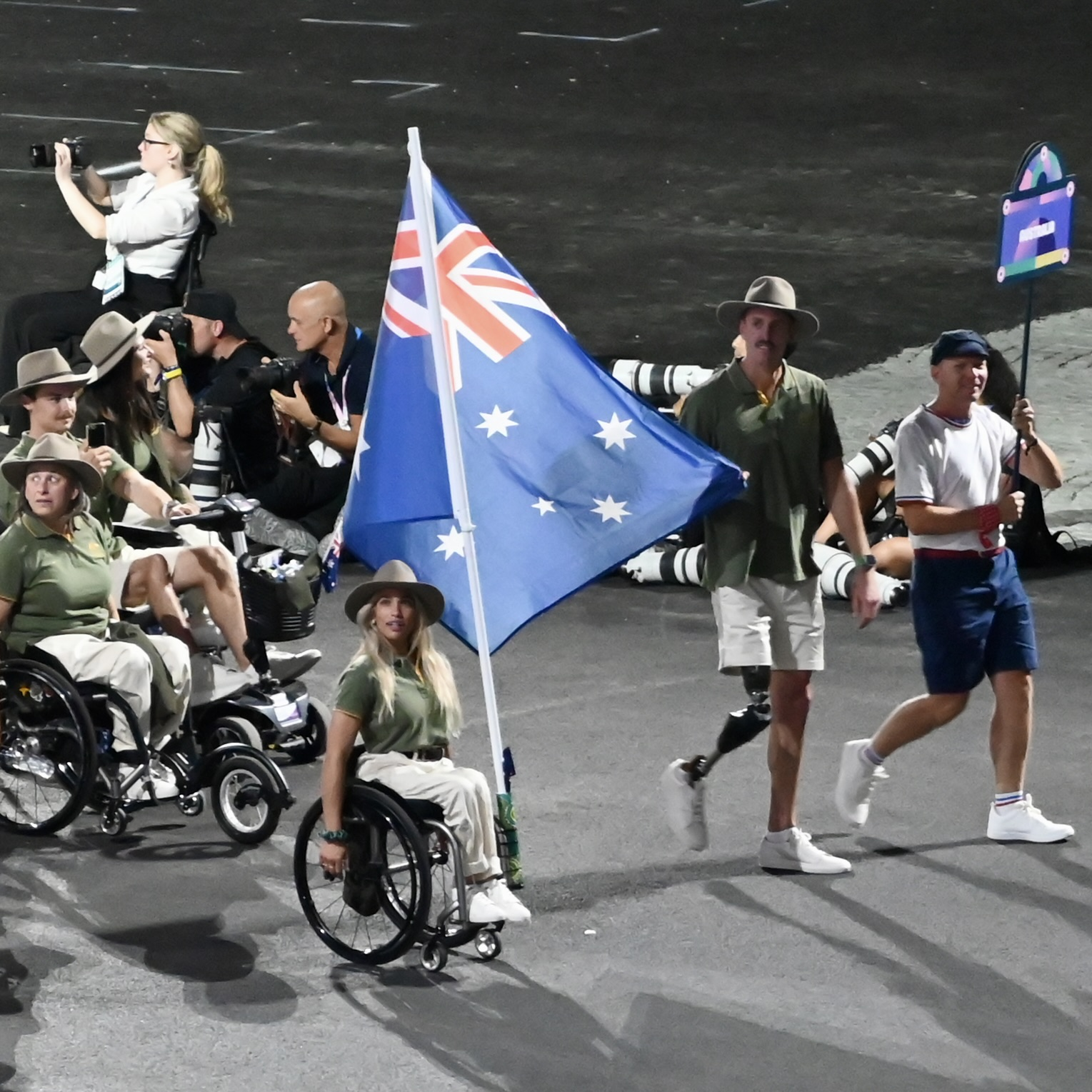
ماديسون دي روزاريو رفقة بريندن هول وهما يحملان العلم الأسترالي خلال حفل افتتاح الألعاب البارالمبية الصيفية 2024

تولت شركات إر إم ويليامز ‏ وبلغرافيا وبيركنستوك ‏ وميزونو وسبيدو تصميم الأقمصة والأطقم الخاصة بالوفد البارالمبي الأسترالي.
أعلنت الحكومة الأسترالية بأن الرياضيين الحاصلين على ميداليات ذهبية خلال هذه الألعاب، سيُمنحون جائزة مالية بقيمة 20 ألف دولار، بينما أصحاب الميداليات الفضية سيُمنحون 15 ألف دولار، وأصحاب الميداليات البرونزية سيُمنحون 10 آلاف دولار. هذا الإعلان جعل الجوائز المالية للحاصلين على ميداليات في الألعاب البارالمبية الأسترالية بنفس قيمة الجوائز المخصصة لنظرائهم في الألعاب الأولمبية، وهؤلاء تتولى اللجنة الأولمبية الأسترالية ‏ مهمة منحهم الجوائز.
.
أُعلن عن القائمة النهائية للمشاركين في الألعاب يوم 8 أغسطس 2024، وقد بلغ عدد هؤلاء 159 رياضيا ورياضية. أُعلن عن أن حاملي العلم الأسترالي خلال حفل اختتام الألعاب البارالمبية الصيفية 2024 هما الثنائي لورين باركر (البارا ترياثلون وركوب الدراجات) وجيمس تيرنر (ألعاب القوى).

## الحاصلون على الميداليات
| الميدالية | الاسم | الرياضة               | المسابقة                                  | تاريخ التتويج |
| --------- | --- | --------------------- | ----------------------------------------- | ------------- |
| ذهبية     | توماس غالاغر | السباحة               | 50 متر سباحة حرة للرجال إس 10             | 29 أغسطس 2024 |
| ذهبية     | كوري بودينغتون | ركوب الدراجات         | سباق ضد الزمن للرجال سي 4-5               | 30 أغسطس 2024 |
| ذهبية     | إميلي بيتريكولا | ركوب الدراجات         | سباق الملاحقة الفردي 3000م للنساء سي 4    | 30 أغسطس 2024 |
| ذهبية     | أماندا ريد | ركوب الدراجات         | سباق ضد الزمن للنساء سي 1-3               | 31 أغسطس 2024 |
| ذهبية     | لي لينا يانغ تشيان | تنس الطاولة           | زوجي النساء دبليو دي 20                   | 31 أغسطس 2024 |
| ذهبية     | نيكي آيرز جيد ألتشواغر | التجديف               | بي آر3 زوجي مختلط                         | 1 سبتمبر 2024 |
| ذهبية     | لورين باركر | الباراترياثلون        | بي تي دبليو سي للنساء                     | 2 سبتمبر 2024 |
| ذهبية     | جيسي أونغلس تيموثي هودج إميلي بيكروفت أليكسا ليري كالوم سيمبسون* كيرا ستيفنز* | السباحة               | تتابع متنوع مختلط 4 × 100 متر 34 نقطة     | 2 سبتمبر 2024 |
| ذهبية     | جيمس تيرنر | ألعاب القوى           | 400 متر للرجال تي 36                      | 3 سبتمبر 2024 |
| ذهبية     | يانغ تشيان | تنس الطاولة           | فردي النساء دبليو إس 10                   | 4 سبتمبر 2024 |
| ذهبية     | أليكسا ليري | السباحة               | 100 متر سباحة حرة للنساء إس 9             | 4 سبتمبر 2024 |
| ذهبية     | لورين باركر | ركوب الدراجات         | سباق الطريق للنساء إتش 1-4                | 5 سبتمبر 2024 |
| ذهبية     | تيموثي هودج | السباحة               | 200متر سباحة متنوعة فردي للرجال إس إم 9   | 5 سبتمبر 2024 |
| ذهبية     | فانيسا لو | ألعاب القوى           | الوثب الطويل للنساء تي 63                 | 5 سبتمبر 2024 |
| ذهبية     | بنجامين هانس | السباحة               | 100 متر سباحة على الظهر للرجال إس 14      | 6 سبتمبر 2024 |
| ذهبية     | كالوم سيمبسون | السباحة               | 100متر سباحة حرة للرجال إس 8              | 6 سبتمبر 2024 |
| ذهبية     | جيمس تيرنر | ألعاب القوى           | 100 متر للرجال تي 36                      | 7 سبتمبر 2024 |
| ذهبية     | كورتيس ماكغراث | الباراكانو            | كي إل 2 للرجال                            | 7 سبتمبر 2024 |
| فضية      | لاكيشا باترسون | السباحة               | 400 متر سباحة حرة للنساء إس 9             | 29 أغسطس 2024 |
| فضية      | جيسيكا غالاغير كايتلين وارد (مرشدة) | ركوب الدراجات         | سباق 1000 متر ضد الزمن للنساء بي          | 30 أغسطس 2024 |
| فضية      | مايكل رويغر | ألعاب القوى           | 1500 متر للرجال تي 46                     | 31 أغسطس 2024 |
| فضية      | روان كراذرز | السباحة               | 100 متر سباحة حرة للرجال إس 10            | 1 سبتمبر 2024 |
| فضية      | أحمد كيلي | السباحة               | 150 متر سباحة متنوعة فردي للرجال إس إم 3  | 1 سبتمبر 2024 |
| فضية      | جاك آيرلاند مادلين ماكتيرنان روبي ستورم بنجامين هانس | السباحة               | تتابع حرة مختلط 4 × 100 متر إس 14         | 1 سبتمبر 2024 |
| فضية      | جيك ميتشل | السباحة               | 100 متر سباحة على الصدر للرجال إس بي 14   | 2 سبتمبر 2024 |
| فضية      | جاميسون ليسون جاسمين هايدون (مشغلة منحدر) | البوتشيا              | فردي النساء بي سي 3                       | 2 سبتمبر 2024 |
| فضية      | دانيال ميتشل آشلي مادرن (مشغلة منحدر) | البوتشيا              | فردي الرجال بي سي 3                       | 2 سبتمبر 2024 |
| فضية      | ميغ ليمون | ركوب الدراجات         | سباق ضد الزمن على الطريق للنساء سي 4      | 4 سبتمبر 2024 |
| فضية      | لورين باركر | ركوب الدراجات         | سباق ضد الزمن على الطريق للنساء إتش 1-3   | 4 سبتمبر 2024 |
| فضية      | أليستير دونوهو | ركوب الدراجات         | سباق ضد الزمن على الطريق للرجال سي5       | 4 سبتمبر 2024 |
| فضية      | تيموثي هودج | السباحة               | 100متر سباحة فراشة للرجال إس 9            | 6 سبتمبر 2024 |
| فضية      | ديلان ليتلهيلز | الباراكانو            | كي إل 3 للرجال                            | 7 سبتمبر 2024 |
| فضية      | كول بيرس | السباحة               | 200متر سباحة متنوعة فردي للرجال إس إم 10  | 7 سبتمبر 2024 |
| فضية      | كلوي أوزبورن أليكسا ليري كالوم سيمبسون روان كراذرز | السباحة               | تتابع حرة مختلط 4 × 100 متر 34 نقطة       | 7 سبتمبر 2024 |
| فضية      | ماديسون دي روزاريو | ألعاب القوى           | ماراثون النساء تي 54                      | 8 سبتمبر 2024 |
| برونزية   | روان كراذرز | السباحة               | 50 متر سباحة حرة للرجال إس 10             | 29 أغسطس 2024 |
| برونزية   | بريندن هول | السباحة               | 400 متر سباحة حرة للرجال إس 9             | 29 أغسطس 2024 |
| برونزية   | ماديسون دي روزاريو | ألعاب القوى           | 1500 متر للنساء تي 54                     | 31 أغسطس 2024 |
| برونزية   | جاك آيرلاند | السباحة               | 200 متر سباحة حرة للرجال إس 14            | 31 أغسطس 2024 |
| برونزية   | إريك هوري | التجديف               | فردي الرجال بي آر 1                       | 1 سبتمبر 2024 |
| برونزية   | مالي لوفيل | ألعاب القوى           | 200 متر للنساء تي 36                      | 1 سبتمبر 2024 |
| برونزية   | غوردون آلان كوري بودينغتون أليستير دونوهو | ركوب الدراجات         | سباق السرعة للفريق المفتوح سي 1-5 750 متر | 1 سبتمبر 2024 |
| برونزية   | توماس غالاغر | السباحة               | 100 متر سباحة حرة للرجال إس 10            | 1 سبتمبر 2024 |
| برونزية   | غرانت باترسون | السباحة               | 150 متر سباحة متنوعة فردي للرجال إس إم 3  | 1 سبتمبر 2024 |
| برونزية   | داينا كريز | ألعاب القوى           | رمي الرمح للنساء إف 34                    | 1 سبتمبر 2024 |
| برونزية   | منتخب أستراليا الوطني لرغبي الكراسي المتحركة رايلي بات كريس بوند جيمس مكوليان بو فيرنون إيلا سابلياك إميلي ميلر جيك هاو بن فوسيت برايدن فوكسلي كونولي شاي غراهام أندرو إدموندسون جوش نيكولسون | رغبي الكراسي المتحركة | البطولة المختلطة                          | 2 سبتمبر 2024 |
| برونزية   | ميخال بوريان | ألعاب القوى           | رمي الرمح للرجال إف 64                    | 2 سبتمبر 2024 |
| برونزية   | راشيل واتسون | السباحة               | 100 متر سباحة حرة للنساء إس 3             | 3 سبتمبر 2024 |
| برونزية   | أليكس سافي | السباحة               | 100 متر سباحة فراشة للرجال إس 10          | 3 سبتمبر 2024 |
| برونزية   | ألانا فورستر | ركوب الدراجات         | سباق ضد الزمن على الطريق للنساء سي 5      | 4 سبتمبر 2024 |
| برونزية   | دارين هيكس | ركوب الدراجات         | سباق ضد الزمن على الطريق للرجال سي2       | 4 سبتمبر 2024 |
| برونزية   | ريكي بيتار | السباحة               | 200متر سباحة متنوعة فردي للرجال إس إم 14  | 4 سبتمبر 2024 |
| برونزية   | غرانت باترسون | السباحة               | 50متر سباحة على الظهر للرجال إس بي 2      | 4 سبتمبر 2024 |
| برونزية   | صاموئيل فون آينم | تنس الطاولة           | فردي الرجال إم إس 11                      | 5 سبتمبر 2024 |
| برونزية   | توماس غالاغر | السباحة               | 100متر سباحة على الظهر للرجال إس 10       | 6 سبتمبر 2024 |
| برونزية   | لويس بيشوب | السباحة               | 100متر سباحة فراشة للرجال إس 9            | 6 سبتمبر 2024 |
| برونزية   | إميلي بيكروفت | السباحة               | 100متر سباحة فراشة للنساء إس 9            | 6 سبتمبر 2024 |
| برونزية   | راشيل واتسون | السباحة               | 50 متر سباحة حرة للنساء إس 4              | 6 سبتمبر 2024 |
| برونزية   | ريد ماكراكين | ألعاب القوى           | 800 متر للرجال تي 34                      | 7 سبتمبر 2024 |
| برونزية   | ما لين | تنس الطاولة           | فردي الرجال إم إس 9                       | 7 سبتمبر 2024 |
| برونزية   | سوزان سيبل | الباراكانو            | في إل 2 للنساء                            | 7 سبتمبر 2024 |
| برونزية   | لي لينا | تنس الطاولة           | فردي النساء دبليو إس 9                    | 7 سبتمبر 2024 |
| برونزية   | ريس لانغدون | ألعاب القوى           | 1500 متر للرجال تي 38                     | 7 سبتمبر 2024 |

| الميداليات حسب الرياضة | الميداليات حسب الرياضة | الميداليات حسب الرياضة | الميداليات حسب الرياضة | الميداليات حسب الرياضة |
| ---------------------- | ---------------------- | ---------------------- | ---------------------- | ---------------------- |
| الرياضة                |                        |                        |                        | المجموع                |
| السباحة                | 6                      | 8                      | 13                     | 27                     |
| ركوب الدراجات          | 4                      | 4                      | 3                      | 11                     |
| ألعاب القوى            | 3                      | 2                      | 6                      | 11                     |
| تنس الطاولة            | 2                      | 0                      | 3                      | 5                      |
| الباراكانو             | 1                      | 1                      | 1                      | 3                      |
| التجديف                | 1                      | 0                      | 1                      | 2                      |
| الترياثلون             | 1                      | 0                      | 0                      | 1                      |
| البوتشيا               | 0                      | 2                      | 0                      | 2                      |
| رغبي الكراسي المتحركة  | 0                      | 0                      | 1                      | 1                      |
| المجموع                | 18                     | 17                     | 28                     | 63                     |

| الميداليات حسب التاريخ | الميداليات حسب التاريخ | الميداليات حسب التاريخ | الميداليات حسب التاريخ | الميداليات حسب التاريخ | الميداليات حسب التاريخ |
| ---------------------- | ---------------------- | ---------------------- | ---------------------- | ---------------------- | ---------------------- |
| اليوم                  | التاريخ                |                        |                        |                        | المجموع                |
| 1                      | 29 أغسطس               | 1                      | 1                      | 2                      | 4                      |
| 2                      | 30 أغسطس               | 2                      | 1                      | 0                      | 3                      |
| 3                      | 31 أغسطس               | 2                      | 1                      | 2                      | 5                      |
| 4                      | 1 سبتمبر               | 1                      | 3                      | 6                      | 10                     |
| 5                      | 2 سبتمبر               | 2                      | 3                      | 2                      | 7                      |
| 6                      | 3 سبتمبر               | 1                      | 0                      | 2                      | 3                      |
| 7                      | 4 سبتمبر               | 2                      | 3                      | 4                      | 9                      |
| 8                      | 5 سبتمبر               | 3                      | 0                      | 1                      | 4                      |
| 9                      | 6 سبتمبر               | 2                      | 1                      | 4                      | 7                      |
| 10                     | 7 سبتمبر               | 2                      | 3                      | 5                      | 10                     |
| 11                     | 8 سبتمبر               | 0                      | 1                      | 0                      | 1                      |
| المجموع                | المجموع                | 18                     | 17                     | 28                     | 63                     |

| الميداليات حسب الجنس(قائمة الميداليات) | الميداليات حسب الجنس(قائمة الميداليات) | الميداليات حسب الجنس(قائمة الميداليات) | الميداليات حسب الجنس(قائمة الميداليات) | الميداليات حسب الجنس(قائمة الميداليات) | الميداليات حسب الجنس(قائمة الميداليات) |
| -------------------------------------- | -------------------------------------- | -------------------------------------- | -------------------------------------- | -------------------------------------- | -------------------------------------- |
| الجنس                                  |                                        |                                        |                                        | المجموع                                | النسبة                                 |
| النساء                                 | 8                                      | 6                                      | 9                                      | 23                                     |                                        |
| الرجال                                 | 8                                      | 9                                      | 17                                     | 34                                     |                                        |
| الزوجي                                 | 2                                      | 2                                      | 2                                      | 6                                      |                                        |
| المجموع                                | 18                                     | 17                                     | 28                                     | 63                                     | 100%                                   |

## النبالة
حصلت أستراليا على سبعة مقاعد في جميع المسابقات الفردية ومقعدين في مسابقة الفريق المختلط، بفضل نتائجها في بطولة العالم للنبالة البارالمبية 2023 في بلزن في جمهورية التشيك؛ وفي بطولة التأهل الأفريقية-الأوقيانوسية 2024 في دبي في الإمارات العربية المتحدة. اختير ستة رياضيين من قبل اللجنة البارالمبية الأسترالية في 21 يونيو 2024: الرجال - جوناثان ميلن، تايمون كينتون سميث، باتريك فرنش؛ النساء - أماندا رينولدز، أميرة لي، ميليسا تانر. اضطر البطل العالمي الحالي للرجال في فئة دبليو 1 كريستوفر ديفيس للانسحاب من الفريق بسبب الإصابة.
الرجال
| الرياضي            | المسابقة   | جولة التصنيف | جولة التصنيف | دور الـ32                           | دور الـ16                             | ربع النهائي                      | نصف النهائي               | النهائي                        | الترتيب  |
| الرياضي            | المسابقة   | النتيجة      | الوعاء       | المنافس النتيجة                     | المنافس النتيجة                       | المنافس النتيجة                  | المنافس النتيجة           | المنافس النتيجة                |          |
| ------------------ | ---------- | ------------ | ------------ | ----------------------------------- | ------------------------------------- | -------------------------------- | ------------------------- | ------------------------------ | -------- |
| جوناثان ميلن       | فردي مركب  | 693          | 10           | يويا أوي اليابان ف 147-142          | كيفن بوليش الولايات المتحدة خ 142-144 | لم يتأهل                         | لم يتأهل                  | لم يتأهل                       | لم يتأهل |
| باتريك فرنش        | فردي مركب  | 684          | 21           | كين سواجوميلانغ إندونيسيا خ 138-140 | لم يتأهل                              | لم يتأهل                         | لم يتأهل                  | لم يتأهل                       | لم يتأهل |
| تايمون كينتون سميث | فردي منحني | 596          | 23           | غان جون الصين ف 6-2                 | صاموئيل مولينا المكسيك ف 6-4          | كواك غونهوي كوريا الجنوبية ف 6-4 | لوكاش تشيزيك بولندا خ 2-6 | محمد رضا عرب عامري إيران خ 0-6 | 4        |

النساء
| الرياضية       | المسابقة   | جولة التصنيف | جولة التصنيف | دور الـ32                                     | دور الـ16                                     | ربع النهائي      | نصف النهائي      | النهائي          | الترتيب  |
| الرياضية       | المسابقة   | النتيجة      | الوعاء       | المنافسة النتيجة                              | المنافسة النتيجة                              | المنافسة النتيجة | المنافسة النتيجة | المنافسة النتيجة |          |
| -------------- | ---------- | ------------ | ------------ | --------------------------------------------- | --------------------------------------------- | ---------------- | ---------------- | ---------------- | -------- |
| أميرة لي       | فردي مركب  | 649          | 22           | نور شاهدة عليم سنغافورة ف (135-133)           | جولي ريجولت شوپين فرنسا خ (132-140)           | لم تتأهل         | لم تتأهل         | لم تتأهل         | لم تتأهل |
| ميليسا تانر    | فردي مركب  | 646          | 23           | ماريا ديل پيلار ريفيروس كوستاريكا ف (137–133) | فيبي پاترسون پاين بريطانيا العظمى خ (136-140) | لم تتأهل         | لم تتأهل         | لم تتأهل         | لم تتأهل |
| أماندا رينولدز | فردي منحني | 531          | 16           | واهيو ريتنو وولاندري إندونيسيا ف 7-3          | إليزابيتا ميجنو إيطاليا خ 0-6                 | لم تتأهل         | لم تتأهل         | لم تتأهل         | لم تتأهل |

مختلط
| الرياضي                           | المسابقة   | جولة التصنيف | جولة التصنيف | دور الـ16                                      | ربع النهائي                                         | نصف النهائي     | النهائي         | الترتيب  |
| الرياضي                           | المسابقة   | النتيجة      | الوعاء       | المنافس النتيجة                                | المنافس النتيجة                                     | المنافس النتيجة | المنافس النتيجة |          |
| --------------------------------- | ---------- | ------------ | ------------ | ---------------------------------------------- | --------------------------------------------------- | --------------- | --------------- | -------- |
| جوناثان ميلن أميرة لي             | فريق مركب  | 1342         | 10           | ماكسيم غيرين جولي ريجولت شوپين فرنسا ف 142-134 | جودي غرينهام ناثان ماكوين بريطانيا العظمى خ 141-150 | لم يتأهل        | لم يتأهل        | لم يتأهل |
| تايمون كينتون سميث أماندا رينولدز | فريق منحني | 1127         | 12           | هارفيندر سينغ / بوجا جاتيان الهند خ 4-5        | لم يتأهل                                            | لم يتأهل        | لم يتأهل        | لم يتأهل |

## ألعاب القوى

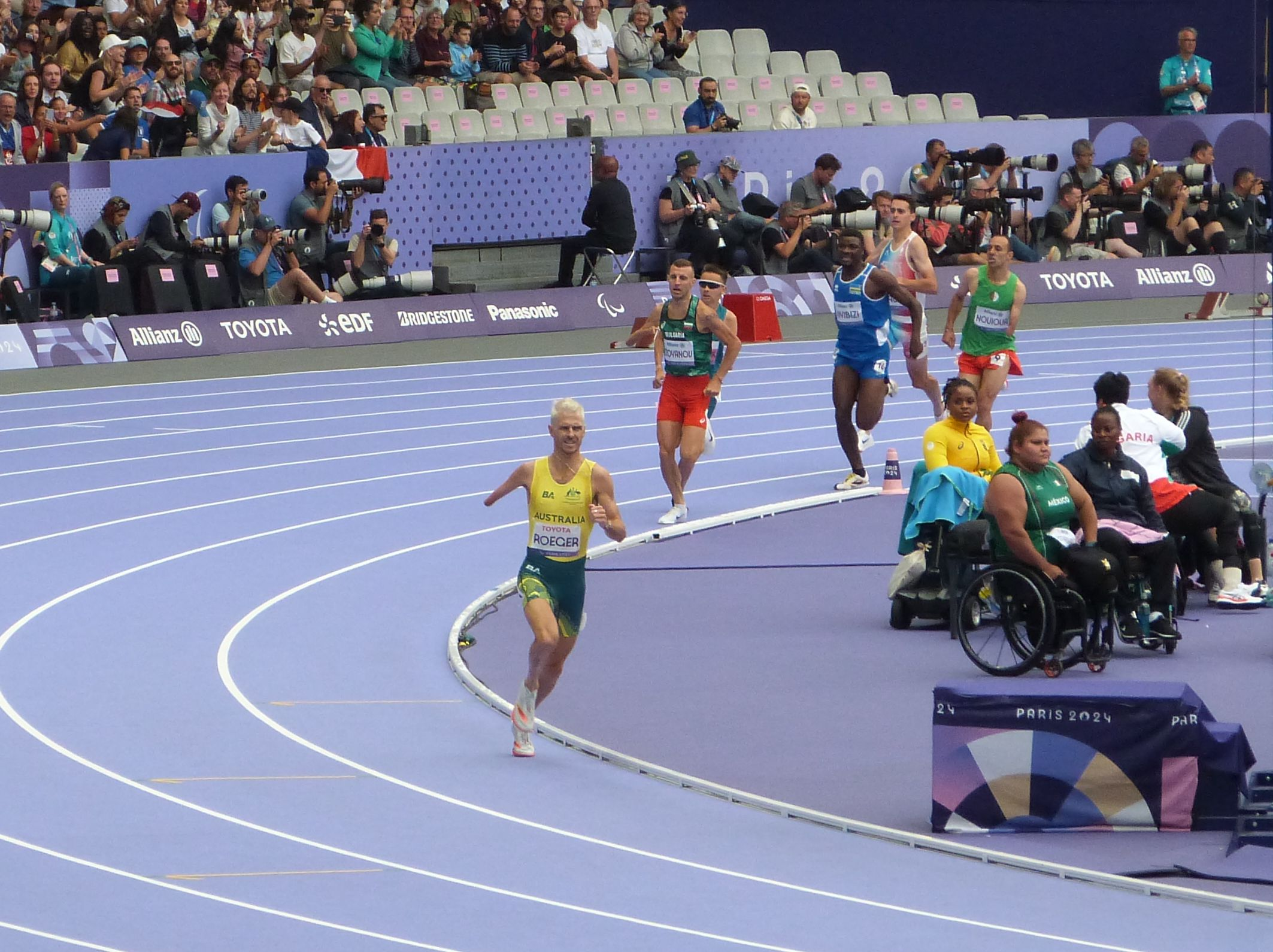
مايكل روجر يتقدم في نهائي 1500م تي46 في بارالمبياد باريس

نجح العداؤون الأستراليون في ضمان مقاعد في المسابقات التالية بناء على نتائجهم في بطولة العالم 2023، وبطولة العالم 2024، وأيضا ضمن بعض الرياضيين التأهل بفضل أدائهم العالي، طالما أنهم يلبون معيار الدخول الأدنى.
- ملاحظة–الترتيبات المعطاة لمسابقات المضمار هي ضمن تصفية الرياضي فقط
- ت = تأهل للدور التالي
- ت ف = تأهل للدور التالي كأسرع خاسر أو، في مسابقات الميدان، بالمركز دون تحقيق الهدف المؤهل
- استبعاد = مستبعد
- ر ب = رقم بارالمبي
- ر أ = أفضل رقم في المنطقة (أو القارة)
- ر و = رقم وطني
- أف م = أفضل رقم في الموسم
- غ/م = الدور غير قابل للتطبيق على المسابقة
- معفى = الرياضي غير مطلوب للتنافس في الدور

مسابقات المضمار والطرق
الرجال
| الرياضي                                              | المسابقة    | التصفية    | التصفية | النهائي      | النهائي  |
| الرياضي                                              | المسابقة    | النتيجة    | الترتيب | النتيجة      | الترتيب  |
| ---------------------------------------------------- | ----------- | ---------- | ------- | ------------ | -------- |
| لوك بيلي                                             | 100 م تي54  | 14.39      | 4 ت ف   | 14.39        | 7        |
| لوك بيلي                                             | 800 م تي54  | 1:51.34    | 7       | لم يتأهل     | لم يتأهل |
| لوك بيلي                                             | 400 م تي54  | 48.11      | 7       | لم يتأهل     | لم يتأهل |
| جاريد كليفورد ماثيو كلارك (عداء) وتيم لوغان (مرشدان) | 1500 م تي13 | —          | —       | 3:44.95 أف م | 4        |
| جاريد كليفورد ماثيو كلارك (عداء) وتيم لوغان (مرشدان) | 5000 م تي13 | —          | —       | استبعاد      | استبعاد  |
| أنغوس هينكسمان                                       | 1500 م تي38 | —          | —       | 4:14.14      | 4        |
| ريس لانغدون                                          | 1500 م تي38 | —          | —       | 4:13.13      | الثالث   |
| ريد ماكراكين                                         | 100 م تي34  | 15.62 أف م | 5 ت     | 15.31 أف م   | 4        |
| ريد ماكراكين                                         | 800 م تي34  | 1:41.51    | 4 ت ف   | 1:40.13      | الثالث   |
| سام مكينتوش                                          | 100 م تي52  | 17.88      | 9       | لم يتأهل     | لم يتأهل |
| سام مكينتوش                                          | 400 م تي52  | 1:10.33    | 11      | لم يتأهل     | لم يتأهل |
| تشاد بيريس                                           | 100 م تي13  | 10.87      | 4 ت     | 10.80        | 4        |
| سام ريزو                                             | 800 م تي54  | 1:45.33    | 12      | لم يتأهل     | لم يتأهل |
| سام ريزو                                             | 1500 م تي54 | 3:02.92    | 9       | لم يتأهل     | لم يتأهل |
| سام ريزو                                             | 5000 م تي54 | 11:19.32   | 6       | لم يتأهل     | لم يتأهل |
| مايكل رويغر                                          | 1500 م تي46 | —          | —       | 3:51.19      | الثاني   |
| جيمس تيرنر                                           | 100 م تي36  | 12.09      | 4 ت     | 11.85 ر ب    | الأول    |
| جيمس تيرنر                                           | 400 م تي36  | —          | —       | 51.54 ر ع    | الأول    |

النساء
| الرياضية           | المسابقة     | التصفية     | التصفية | النهائي     | النهائي  |
| الرياضية           | المسابقة     | النتيجة     | الترتيب | النتيجة     | الترتيب  |
| ------------------ | ------------ | ----------- | ------- | ----------- | -------- |
| أنجي بالارد        | 400 متر تي53 | —           | —       | 59.12       | 6        |
| أنجي بالارد        | 800 متر تي53 | —           | —       | 1:56.83     | 6        |
| تيلايا بلاكسميث    | 400 متر تي20 | 57.96       | 5 ت     | 59.37       | 8        |
| ريانون كلارك       | 100 متر تي38 | 12.78 ر أ   | 4 ت     | 12.72 ر أ   | 4        |
| ريانون كلارك       | 400 متر تي38 | 1:01.39 ر أ | 5 ت     | 1:00.81 ر أ | 5        |
| أنابيل كولمان      | 1500 م تي20  | —           | —       | 4:31.54 ر أ | 4        |
| آبي كراسويل        | 100 متر تي36 | 15.28       | 4       | لم تتأهل    | لم تتأهل |
| ماديسون دي روزاريو | 1500 م تي54  | 3:20.09     | 2 ت     | 3:20.32     | 5        |
| ماديسون دي روزاريو | 5000 م تي54  | 11:43.64    | 2 ت     | 11:10.20    | الثالث   |
| ماديسون دي روزاريو | ماراثون تي53 | —           | —       | 1:46:13     | الثاني   |
| مالي لوفيل         | 100 متر تي36 | 14.57       | 3 ت     | 14.80       | 5        |
| مالي لوفيل         | 200 متر تي36 | 30.08       | 3 ت     | 29.82       | الثالث   |
| إيلا پاردي         | 100 متر تي38 | 13.15       | 6       | لم تتأهل    | لم تتأهل |

مسابقات الميدان
الرجال
| الرياضي        | المسابقة          | النهائي   | النهائي |
| الرياضي        | المسابقة          | المسافة   | المركز  |
| -------------- | ----------------- | --------- | ------- |
| كوري أندرسون   | رمي الرمح إف38    | 49.34     | 6       |
| ميخال بوريان   | رمي الرمح إف64    | 64.89     | الثالث  |
| جاكسون هاملتون | رمي الرمح إف13    | 59.20 ر أ | 6       |
| غاي هينلي      | رمي القرص إف37    | 48.58     | 8       |
| نيكولاس هوم    | الوثب الطويل تي20 | 6.97      | 6       |

النساء
| الرياضية           | المسابقة          | النهائي    | النهائي |
| الرياضية           | المسابقة          | المسافة    | المركز  |
| ------------------ | ----------------- | ---------- | ------- |
| تيلايا بلاكسميث    | الوثب الطويل تي20 | 5.21 ر أ   | 9       |
| سارة كليفتون بلايغ | دفع الجلة إف32    | 4.85       | 10      |
| سارة كليفتون بلايغ | رمي الهراوة       | 14.70      | 16      |
| داينا كريز         | رمي الرمح إف34    | 17.65      | الثالث  |
| داينا كريز         | دفع الجلة إف34    | 6.30 ر ش   | 9       |
| سارة إدمستون       | رمي القرص إف44    | 34.33 أف م | 7       |
| إيلا هوز           | دفع الجلة إف37    | 11.25      | 4       |
| إيلا هوز           | رمي القرص إف38    | 28.36 أف م | 11      |
| روزماري ليتل       | دفع الجلة إف32    | 5.91       | 6       |
| روزماري ليتل       | رمي الهراوة       | 16.65 ر أ  | 13      |
| فانيسا لو          | الوثب الطويل تي63 | 5.45 ر ع   | الأول   |
| سامانثا شميدت      | رمي القرص إف38    | 33.05 أف م | 7       |
| ماريا سترونغ       | دفع الجلة إف33    | 6.35       | 8       |
| سارة والش          | الوثب الطويل تي64 | 4.88       | 8       |

## الريشة الطائرة
شاركت أستراليا في منافسات الريشة الطائرة برياضيتين اثنتين، هما سيلين فينوت وميشا غينز، وقد تم اختيارهما في 23 مايو 2024. انسحبت ميشا غينز لاحقا بسبب المرض.
| الرياضية    | المسابقة               | مرحلة المجموعات                  | مرحلة المجموعات        | مرحلة المجموعات  | مرحلة المجموعات | ربع النهائي      | نصف النهائي      | النهائي / م.ب    | النهائي / م.ب |
| الرياضية    | المسابقة               | المنافسة النتيجة                 | المنافسة النتيجة       | المنافسة النتيجة | الترتيب         | المنافسة النتيجة | المنافسة النتيجة | المنافسة النتيجة | الترتيب       |
| ----------- | ---------------------- | -------------------------------- | ---------------------- | ---------------- | --------------- | ---------------- | ---------------- | ---------------- | ------------- |
| ميشا غينز   | فردي النساء دبليو إتش2 | انسحبت                           |                        |                  |                 |                  |                  |                  |               |
| سيلين فينوت | فردي النساء إس إل3     | مريم إنيولا بولاجي نيجيريا خ 0-2 | مانديب كور الهند خ 1-2 | —                | 3               | لم تتأهل         | لم تتأهل         | لم تتأهل         | لم تتأهل      |

## البوتشيا
اختير الثنائي دانيال ميتشل وجاميسون ليسون لتمثيل أستراليا في مسابقات البوتشيا في 11 يونيو 2024.

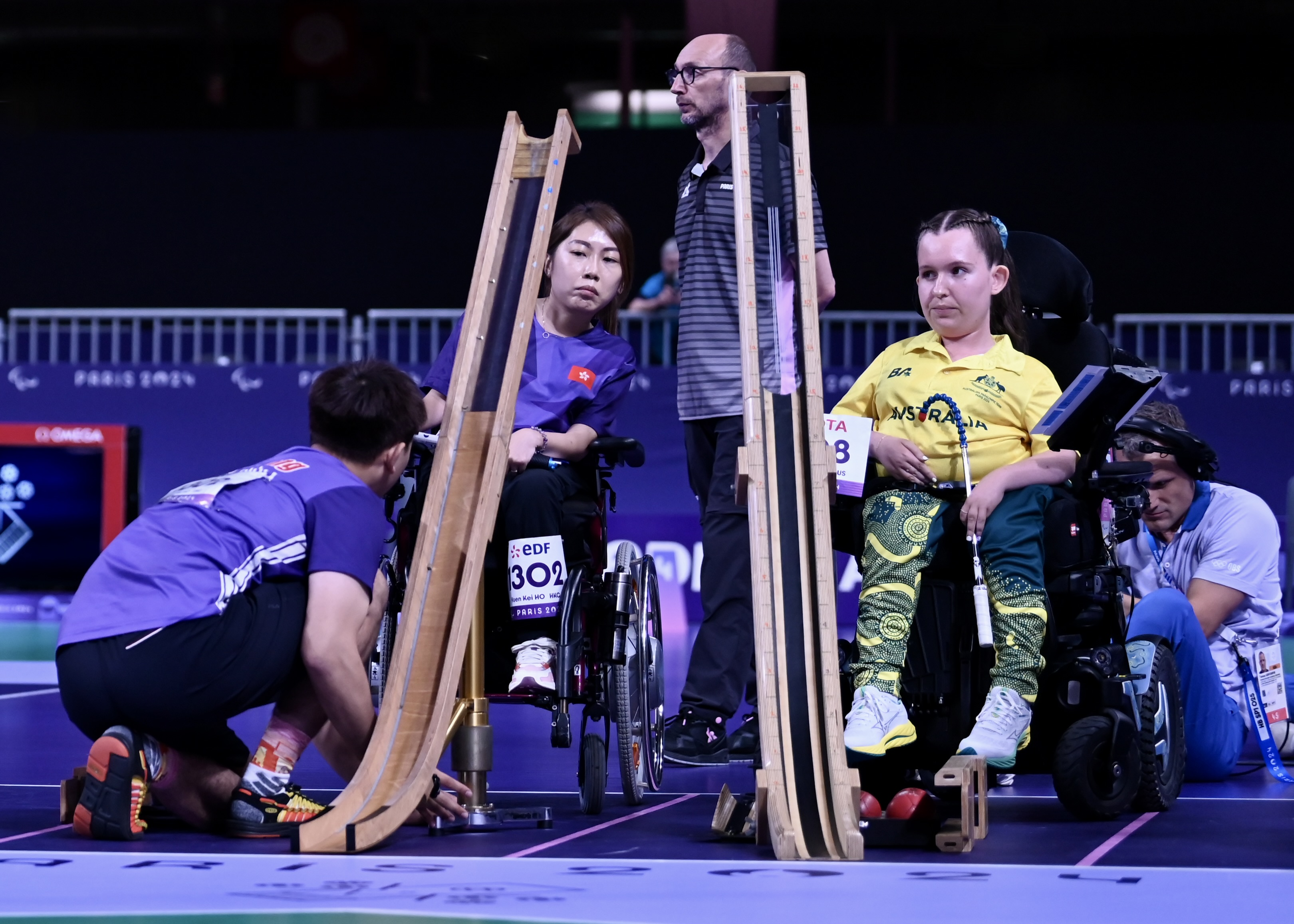
جاميسون ليسون في بارالمبياد باريس 2024

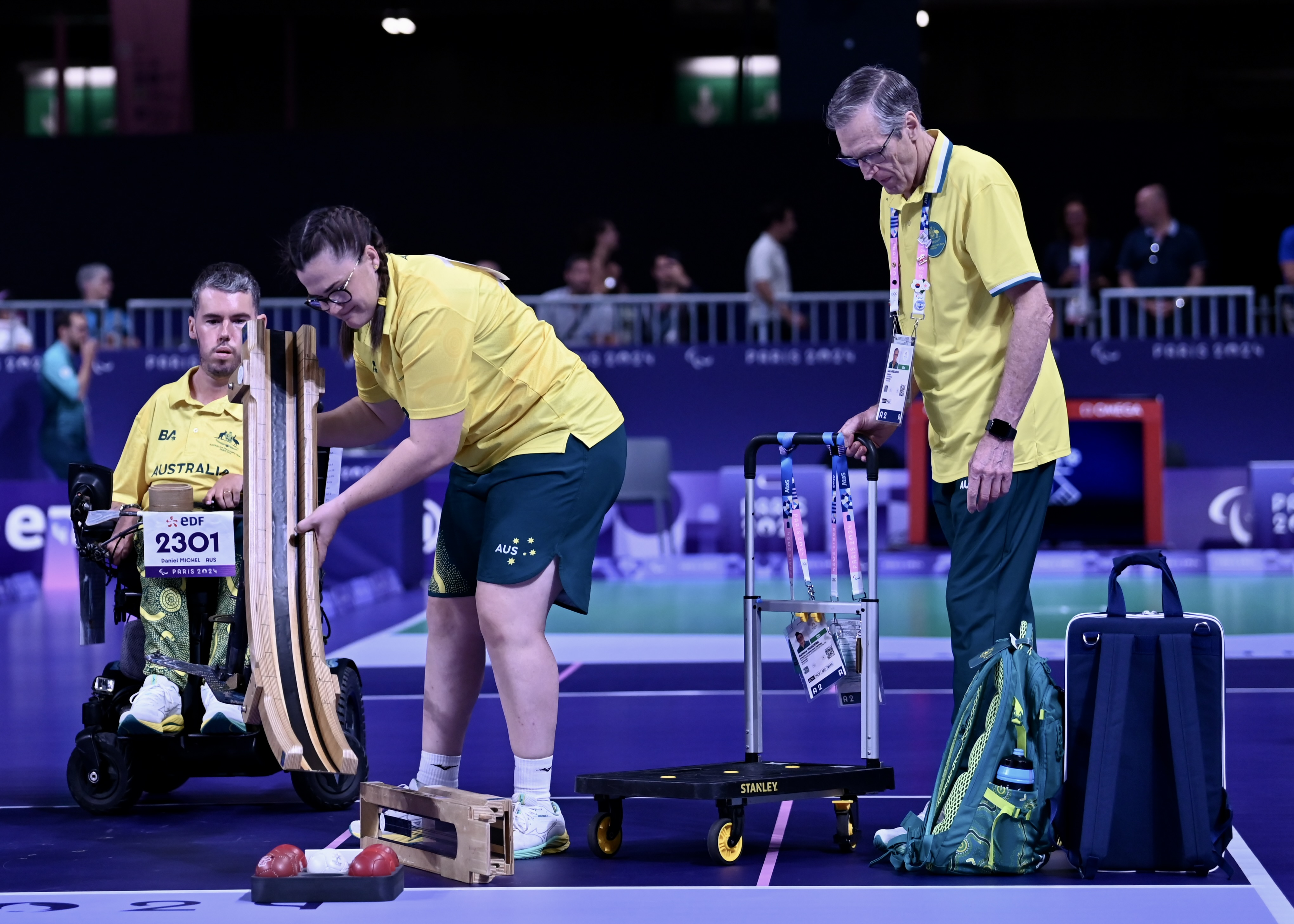
دان ميتشل في بارالمبياد باريس 2024

| الرياضي                    | المسابقة           | مباريات المجموعة                    | مباريات المجموعة                    | مباريات المجموعة                 | مباريات المجموعة | ربع النهائي                      | نصف النهائي                           | النهائي / BM                     | النهائي / BM |
| الرياضي                    | المسابقة           | المنافس النتيجة                     | المنافس النتيجة                     | المنافس النتيجة                  | الترتيب          | المنافس النتيجة                  | المنافس النتيجة                       | المنافس النتيجة                  | الترتيب      |
| -------------------------- | ------------------ | ----------------------------------- | ----------------------------------- | -------------------------------- | ---------------- | -------------------------------- | ------------------------------------- | -------------------------------- | ------------ |
| دانيال ميتشل               | فردي الرجال بي سي3 | كارابو موراپيدي جنوب أفريقيا ف 10–2 | باتريك ويلسون بريطانيا العظمى ف 7–2 | وليم أرنوت بريطانيا العظمى ف 3–2 | 1 ت              | رودريغو روميرو الأرجنتين ف 5–0   | غريغوريوس پوليخرونيديس اليونان ف 6–1  | جيونغ هو ون كوريا الجنوبية خ 2–5 | الثاني       |
| جاميسون ليسون              | فردي النساء بي سي3 | كانغ سون هي كوريا الجنوبية خ 1–6    | سالي كيدسون بريطانيا العظمى ف 6–1   | إيفلين أوليفيرا البرازيل ف 4–3   | 2 ت              | ستيفانيا فيراندو الأرجنتين ف 4–3 | إيفاني سواريز دا سيلفا البرازيل ف 7–1 | يوين كي هو هونغ كونغ خ 2–4       | الثاني       |
| دانيال ميتشل جاميسون ليسون | زوجي مختلط بي سي3  | فرنسا ف 5–2                         | اليابان ف 5–2                       | —                                | 1 ت              | كوريا الجنوبية خ 2–4             | لم يتأهل                              | لم يتأهل                         | 6            |

## ركوب الدراجات
في 31 يوليو 2024، اختير ثلاثة عشر رياضيا أستراليا لتمثيل البلد في ركوب الدراجات، وكانت هذه المشاركة الأولى بارالمبيا لكل من كوري بودينغتون وكين بيريس وألانا فورستر.
- ت = تأهل للدور التالي
- ت ب = تأهل لسباق الميدالية البرونزية

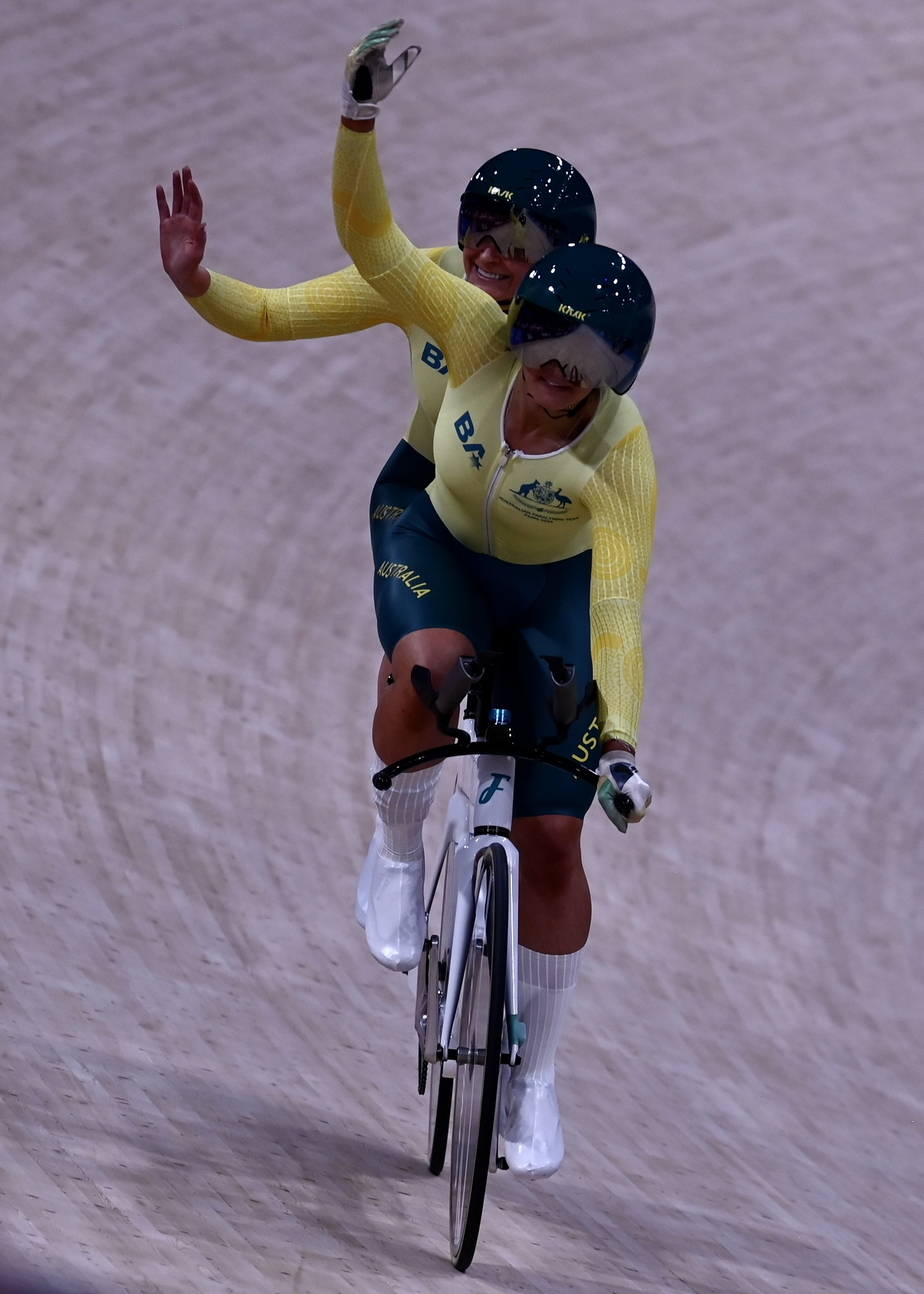
الحاصلتان على الميدالية الفضية كايتلين وارد (الأمام) وجيسيكا غالاغير (الخلف)

- ت ذ = تأهل لسباق الميدالية الذهبية
- ر ع = رقم عالمي
- لم يكمل - لم يكمل السباق
- متداخل = متداخل

مسابقات المضمار — النساء
| الرياضية                            | المسابقة                          | التأهيل      | التأهيل | النهائي        | النهائي  |
| الرياضية                            | المسابقة                          | الزمن        | الترتيب | المنافسة الزمن | الترتيب  |
| ----------------------------------- | --------------------------------- | ------------ | ------- | -------------- | -------- |
| ألانا فورستر                        | سباق الملاحقة الفردي سي5          | 3:41.497     | 5       | لم تتأهل       | لم تتأهل |
| جيسيكا غالاغير المرشدة:كايتلين وارد | سباق الملاحقة الفردي للنساء بي    | 3:46.294     | 7       | لم تتأهل       | لم تتأهل |
| جيسيكا غالاغير المرشدة:كايتلين وارد | سباق 1 كيلومتر ضد الزمن للنساء بي | 1:07.214     | 2 ت     | 1:07.533       | الثاني   |
| ميغ ليمون                           | سباق الملاحقة الفردي سي4          | 3:49.703     | 6       | لم تتأهل       | لم تتأهل |
| إميلي بيتريكولا                     | سباق الملاحقة الفردي سي4          | 3:35.856 ر ع | 1 ت ذ   | متداخل         | الأول    |
| أماندا ريد                          | سباق 500 متر ضد الزمن سي1-3       | 38.663       | 1 ت     | 38.811         | الأول    |

مسابقات المضمار - الرجال
| الرياضي                      | المسابقة                          | التأهيل      | التأهيل | النهائي       | النهائي  |
| الرياضي                      | المسابقة                          | الزمن        | الترتيب | المنافس الزمن | الترتيب  |
| ---------------------------- | --------------------------------- | ------------ | ------- | ------------- | -------- |
| غوردون آلان                  | سباق ضد الزمن سي1-3               | 1:09.403     | 5 ت     | 1:09.803      | 5        |
| كوري بودينغتون               | سباق ضد الزمن سي4-5               | 1:02.021 ر ب | 1 ت     | 1:01.650      | الأول    |
| دارين هيكس                   | سباق الملاحقة الفردي سي2          | 3:33.098     | 5       | لم يتأهل      | لم يتأهل |
| كين بيريس المرشد:لوك زاكاريا | سباق 1 كيلومتر ضد الزمن للرجال بي | 59.628       | 3 ت     | 1:00.940      | 4        |
| كين بيريس المرشد:لوك زاكاريا | سباق الملاحقة الفردي للرجال بي    | 5:42.837     | 14      | لم يتأهل      | لم يتأهل |

مسابقات المضمار — مختلط
| الرياضي                                   | المسابقة                         | التأهيل | التأهيل | النهائي       | النهائي |
| الرياضي                                   | المسابقة                         | الزمن   | الترتيب | المنافس الزمن | الترتيب |
| ----------------------------------------- | -------------------------------- | ------- | ------- | ------------- | ------- |
| كوري بودينغتون أليستير دونوهو غوردون آلان | سباق السرعة المختلط للفريق سي1-5 | 49.569  | 3 ت ب   | 49.036        | الثالث  |

مسابقات الطرق — النساء
| الرياضية        | المسابقة                               | الزمن    | الترتيب |
| --------------- | -------------------------------------- | -------- | ------- |
| ألانا فورستر    | سباق ضد الزمن على الطريق للنساء سي5    | 21:00.48 | الثالث  |
| ألانا فورستر    | سباق الطريق للنساء سي4-5               | 2:00:49  | 7       |
| ميغ ليمون       | سباق ضد الزمن على الطريق للنساء سي4    | 21:44.16 | الثاني  |
| ميغ ليمون       | سباق الطريق للنساء سي4-5               | 2:07:48  | 12      |
| لورين باركر     | سباق ضد الزمن على الطريق للنساء إتش1-3 | 24:24.09 | الثاني  |
| لورين باركر     | سباق الطريق للنساء إتش1-4              | 52:04    | الأول   |
| إميلي بيتريكولا | سباق ضد الزمن على الطريق للنساء سي4    | 21:48.44 | 4       |
| إميلي بيتريكولا | سباق الطريق للنساء سي4-5               | 2:01:23  | 11      |
| أماندا ريد      | سباق ضد الزمن على الطريق للنساء سي1-3  | 25:19.73 | 13      |
| أماندا ريد      | سباق الطريق للنساء سي1-3               | 1:57:02  | 13      |

مسابقات الطرق — الرجال
| الرياضي        | المسابقة                            | الزمن    | الترتيب |
| -------------- | ----------------------------------- | -------- | ------- |
| غرانت آلن      | سباق الطريق للرجال إتش4             | 2:03:01  | 22      |
| كوري بودينغتون | سباق الطريق للرجال سي4-5            | لم يكمل  |         |
| أليستير دونوهو | سباق ضد الزمن على الطريق للرجال سي5 | 36:18.66 | الثاني  |
| أليستير دونوهو | سباق الطريق للرجال سي4-5            | 2:25:58  | 6       |
| دارين هيكس     | سباق ضد الزمن على الطريق للرجال سي2 | 19:40.08 | الثالث  |
| دارين هيكس     | سباق الطريق للرجال سي1-3            | 1:51:30  | 13      |

## الفروسية

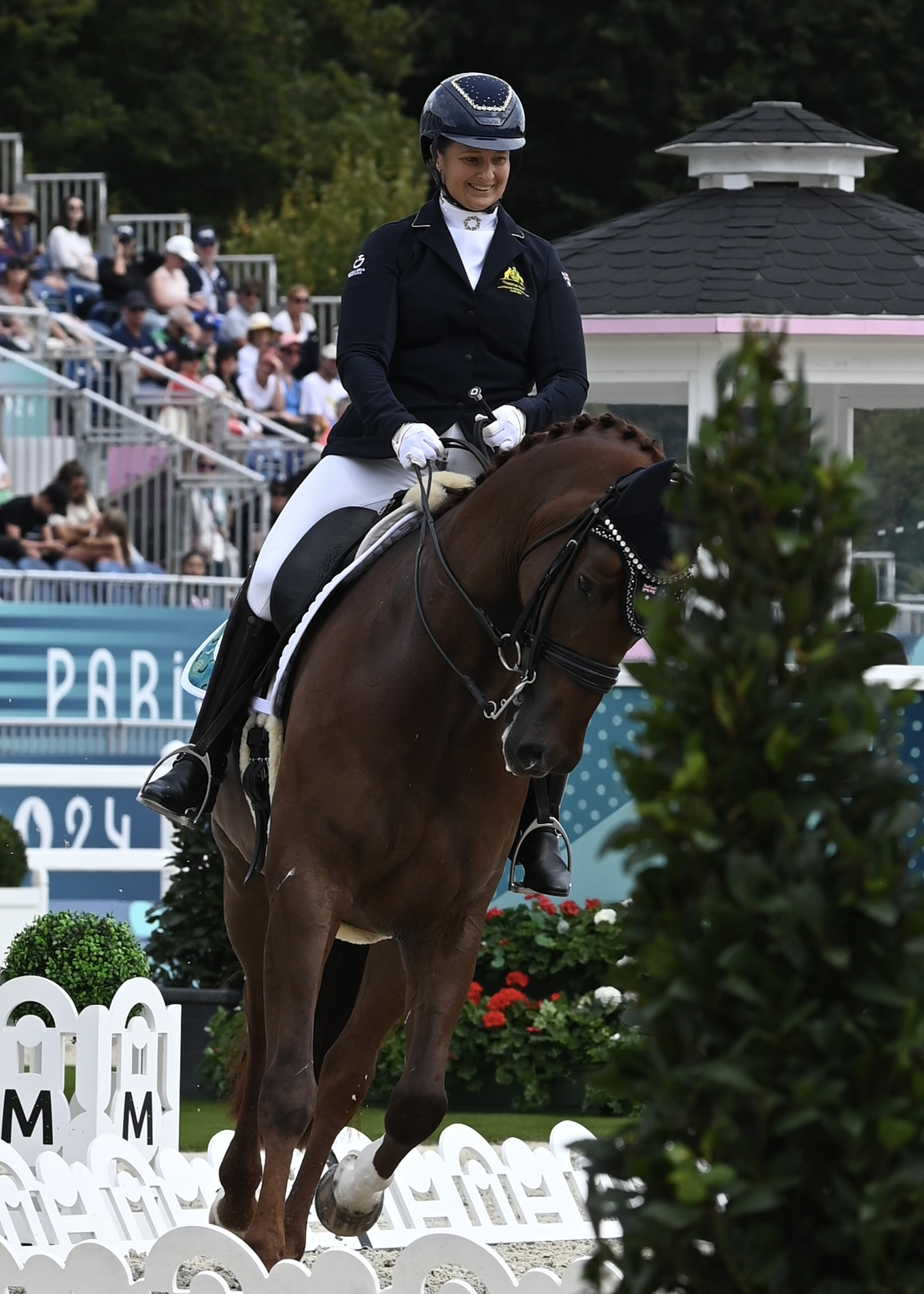
الفارسة ليزا مارتين في المسابقة الفردية

اختير أربعة فرسان في 4 يوليو 2024 لتمثيل أستراليا في مسابقات الفروسية، ومثلت هذه الدورة المشاركة الثانية للفارسة ليزا مارتين.
المسابقة الفردية
| الرياضية     | الحصان         | المسابقة                                    | المجموع  | المجموع  |
| الرياضية     | الحصان         | المسابقة                                    | النتيجة  | الترتيب  |
| ------------ | -------------- | ------------------------------------------- | -------- | -------- |
| ستيلا بارتون | لورد لامارك    | اختبار البطولة الفردي الدرجة الأولى         | 70.833   | 8 ت      |
| ستيلا بارتون | لورد لامارك    | اختبار الفريق الفردي للترويض الدرجة الأولى  | 73.960   | 7        |
| بريدجت مورفي | بينماين بروميس | اختبار البطولة الفردي الدرجة الثانية        | 66.724   | 7 ت      |
| بريدجت مورفي | بينماين بروميس | اختبار الفريق الفردي للترويض الدرجة الثانية | 70.154   | 7        |
| ديان بارنز   | سورينا         | اختبار البطولة الفردي الدرجة الرابعة        | 65.444   | 12       |
| ديان بارنز   | سورينا         | اختبار الفريق الفردي للترويض الدرجة الرابعة | لم تتأهل | لم تتأهل |
| ليزا مارتين  | فيلاجيو        | اختبار البطولة الفردي الدرجة الخامسة        | 70.436   | 5 ت      |
| ليزا مارتين  | فيلاجيو        | اختبار الفريق الفردي للترويض الدرجة الخامسة | 71.905   | 6        |

الفريق
| الرياضية     | الحصان     | المسابقة | نتيجة فردية | المجموع | المجموع |
| الرياضية     | الحصان     | المسابقة | TT          | النتيجة | الترتيب |
| ------------ | ---------- | -------- | ----------- | ------- | ------- |
| ستيلا بارتون | انظر أعلاه | الفريق   | 70.375      | 206.343 | 12      |
| بريدجت مورفي | انظر أعلاه | الفريق   | 67.100      | 206.343 | 12      |
| ليزا مارتين  | انظر أعلاه | الفريق   | 68.868      | 206.343 | 12      |

## الجودو
في 24 يوليو 2024، اختيرت تايلور غوسينز، للمشاركة في هذه الدورة، كأول لاعبة جودو أسترالية ستُشارك في هذه المنافسات منذ الألعاب البارالمبية الصيفية 2004.
| الرياضية      | المسابقة                | التمهيدية        | ربع النهائي                | نصف النهائي      | الاستدراك ربع النهائي           | الاستدراك النهائي | النهائي / م.ب    | النهائي / م.ب |
| الرياضية      | المسابقة                | المنافسة النتيجة | المنافسة النتيجة           | المنافسة النتيجة | المنافسة النتيجة                | المنافسة النتيجة  | المنافسة النتيجة | الترتيب       |
| ------------- | ----------------------- | ---------------- | -------------------------- | ---------------- | ------------------------------- | ----------------- | ---------------- | ------------- |
| تايلور غوسينز | +70 كيلوغرام للنساء جي2 | —                | شيلا هيرنانديز كوبا خ 0-10 | —                | زارينا رايفوفا كازاخستان خ 0-10 | لم تتأهل          | لم تتأهل         | لم تتأهل      |

## الباراكانو

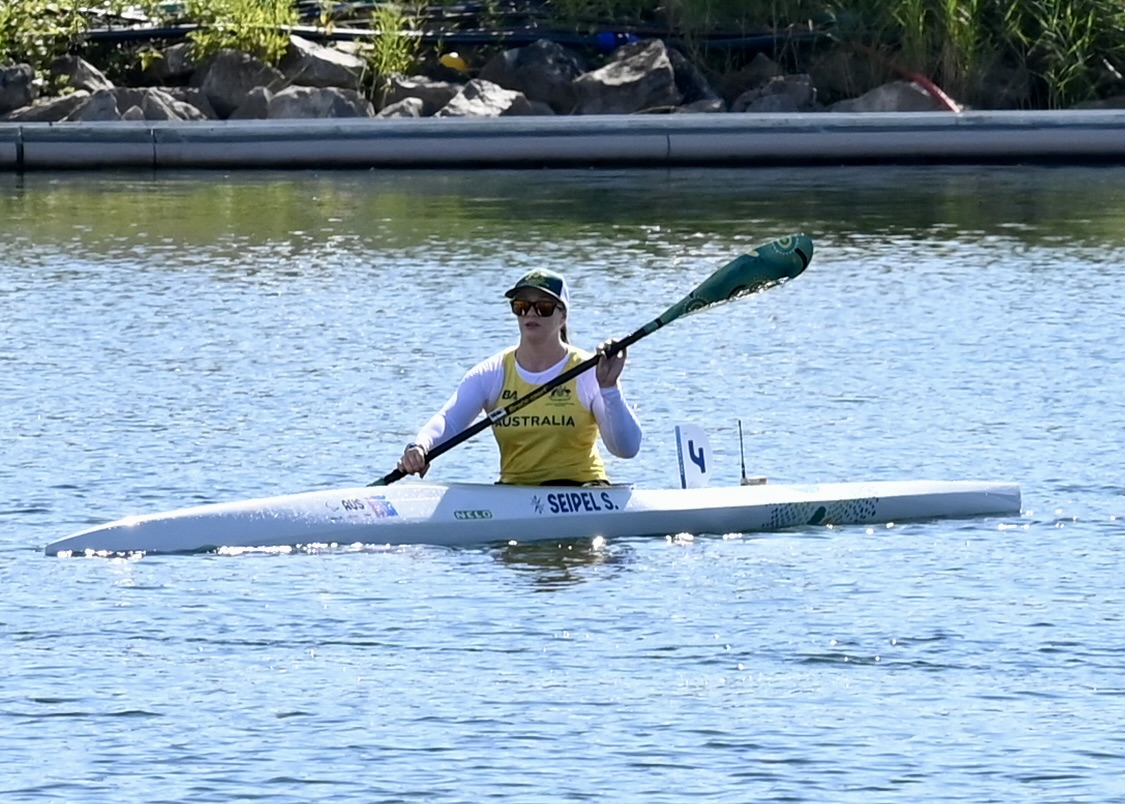
سوزان سيبل في كي إل2 للنساء

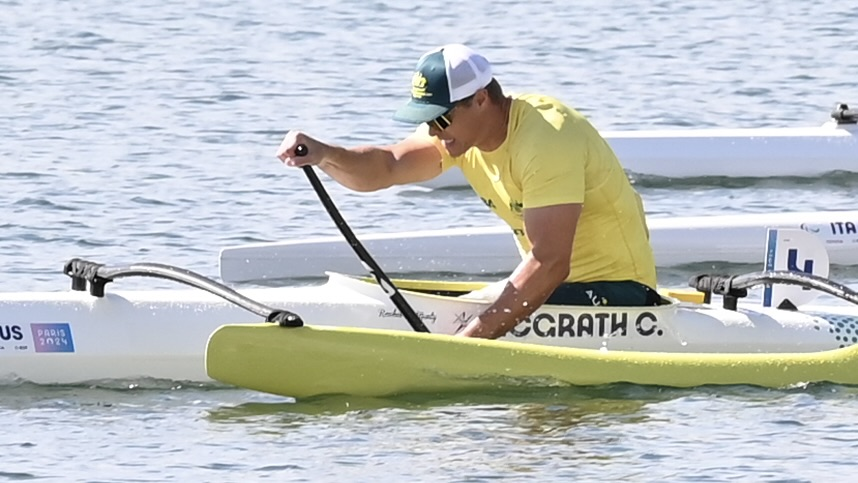
كورتيس ماكغراث يتسابق في بارالمبياد باريس

حصلت أستراليا على مقاعد في المسابقات التالية من خلال بطولة العالم لسباق الكانو السريع 2023 في دويسبورغ في ألمانيا؛ وبطولة العالم لسباق الكانو السريع 2024 في سيجد في المجر.
| الرياضي        | المسابقة      | التصفيات    | التصفيات | نصف النهائي | نصف النهائي | النهائي | النهائي |
| الرياضي        | المسابقة      | الزمن       | الترتيب  | الزمن       | الترتيب     | الزمن   | الترتيب |
| -------------- | ------------- | ----------- | -------- | ----------- | ----------- | ------- | ------- |
| كورتيس ماكغراث | كي إل2 للرجال | 42.66       | 1 ن م    | —           | —           | 41.31   | الأول   |
| كورتيس ماكغراث | في إل3 للرجال | 48.97 ر ب ب | 1 ن م    | —           | —           | 48.34   | 4       |
| ديلان ليتلهيلز | كي إل3 للرجال | 42.21       | 1 ن م    | —           | —           | 40.68   | الثاني  |
| سوزان سيبل     | كي إل2 للنساء | 1:01.29     | 3 ن ن    | 57.17       | 1 ن م       | 56.57   | 5       |
| سوزان سيبل     | في إل2 للنساء | 1:04.03     | 3 ن ن    | 1:02.17     | 1 ن م       | 1:01.39 | الثالث  |

المفتاح: ن م - التأهل للنهائي الميدالي؛ ن غ - التأهل للنهائي بدون ميدالية؛ ن ن - التأهل لنصف النهائي

## الباراترياثلون

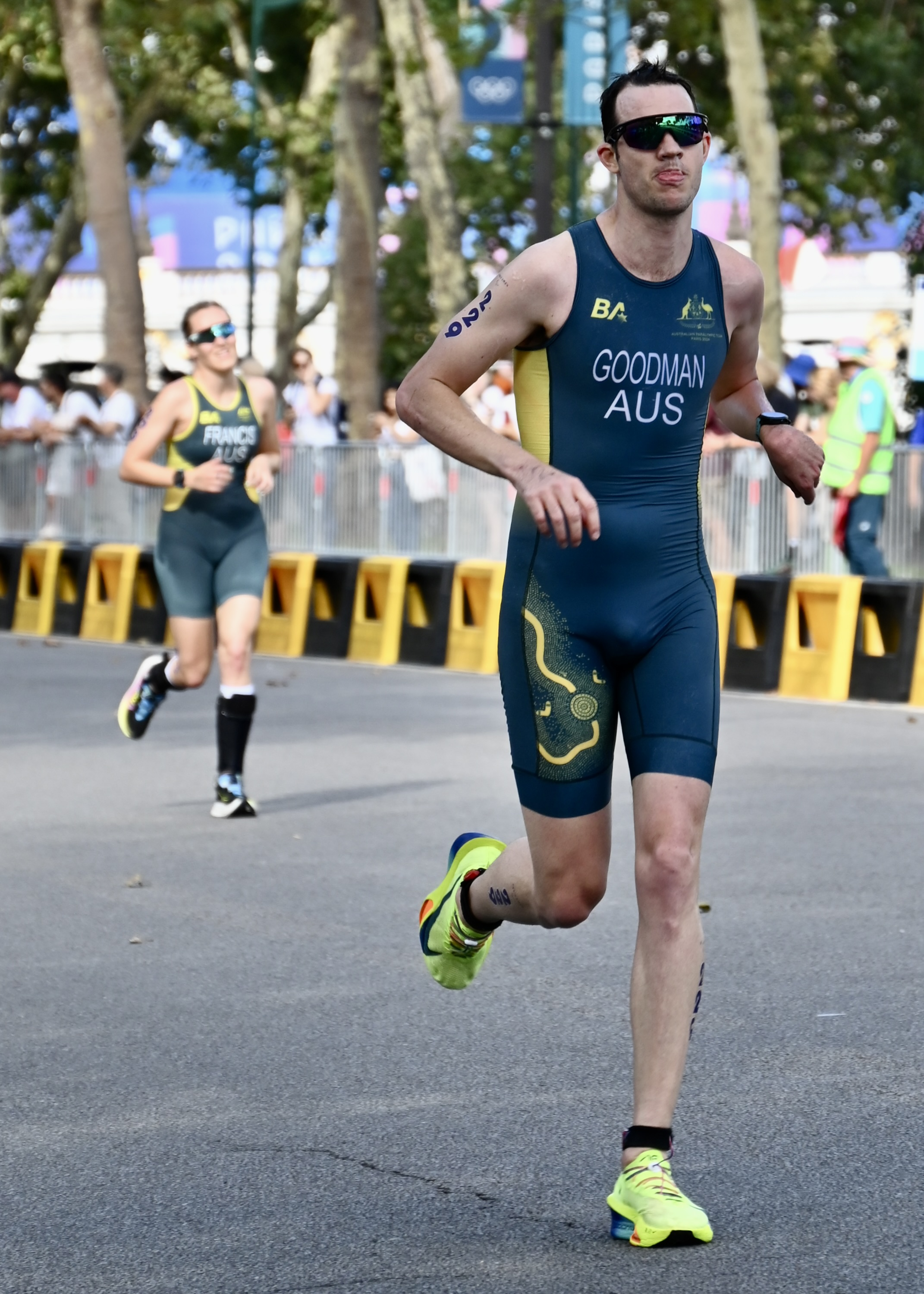
توم غودمان وأنو فرانسيس في الترياثلون

اختير فريق من اثني عشر رياضيا ومرشد واحد في 2 يوليو 2024 لتمثيل أستراليا في هذه الألعاب. سبعة رياضيين سيخوضون أول مشاركة لهم في الألعاب البارالمبية وسام هاردينغ يتنافس في الترياثلون بعد أن كان عداء مسافات طويلة في بارالمبياد طوكيو 2020.
الرجال
| الرياضي                       | المسابقة       | السباحة | الانتقال 1 | الدراجة | الانتقال 2 | الجري | الزمن الإجمالي | الترتيب |
| ----------------------------- | -------------- | ------- | ---------- | ------- | ---------- | ----- | -------------- | ------- |
| توم غودمان                    | بي تي إس2      | 19:05   | 2:04       | 36:49   | 1:17       | 21:57 | 1:21:12        | 9       |
| جاستن غودفري                  | بي تي إس3      | 17:15   | 2:15       | 36:54   | 0:55       | 35:30 | 1:32:49        | 11      |
| جيريمي بيكوك                  | بي تي إس4      | 11:42   | 1:00       | 32:43   | 0:33       | 19:03 | 1:05:01        | 8       |
| ليام تومي                     | بي تي إس4      | 10:45   | 1:11       | 33:20   | 0:48       | 21:55 | 1:07:59        | 13      |
| ديفيد برايانت                 | بي تي إس5      | 12:45   | 0:58       | 30:27   | 0:32       | 18:05 | 1:02:47        | 8       |
| جاك هاول                      | بي تي إس5      | 10:54   | 0:54       | 31:20   | 0:41       | 10    | 1:02:21        | 7       |
| نيك بيفريدج                   | بي تي دبليو سي | 12:31   | 1:29       | 37:27   | 0:48       | 12:56 | 1:05:11        | 6       |
| سام هاردينغ المرشد: آرون رويل | بي تي في آي    | 13:40   | 0:58       | 29:19   | 0:34       | 16:50 | 1:01:21        | 5       |

النساء
| الرياضية     | المسابقة       | السباحة | الانتقال 1 | الدراجة | الانتقال 2 | الجري | الزمن الإجمالي | الترتيب |
| ------------ | -------------- | ------- | ---------- | ------- | ---------- | ----- | -------------- | ------- |
| أنو فرانسيس  | بي تي إس2      | 14:38   | 2:03       | 36:27   | 1:00       | 23:40 | 1:17:48        | 4       |
| غرايس بريملو | بي تي إس4      | 11:42   | 1:07       | 38:14   | 0:52       | 26:29 | 1:18:24        | استبعاد |
| سالي بيلبيم  | بي تي إس4      | 17:45   | 1:27       | 37:30   | 0:30       | 22:28 | 1:19:40        | 7       |
| لورين باركر  | بي تي دبليو سي | 13:19   | 1:48       | 36:39   | 0:49       | 13:48 | 1:06:23        | الأول   |

## رفع الأثقال
لأول مرة منذ 2012، شاركت أستراليا برافعي أثقال بناء على الحصص المخصصة لكل دولة بناء على تصنيف يوم 25 يوليو 2024.
| الرياضي     | المسابقة            | المحاولات (كلغ) | المحاولات (كلغ) | المحاولات (كلغ) | المحاولات (كلغ) | النتيجة (كلغ) | الترتيب |
| الرياضي     | المسابقة            | 1               | 2               | 3               | 4               | النتيجة (كلغ) | الترتيب |
| ----------- | ------------------- | --------------- | --------------- | --------------- | --------------- | ------------- | ------- |
| بن رايت     | 88 كيلوغرام للرجال  | 184             | 192             | 195             | —               | 192           | 7       |
| هاني واتسون | +86 كيلوغرام للنساء | 133             | 138             | 140             | —               | 133           | 6       |

## التجديف
تأهل المجدفون الأستراليون في كل فئة من الفئات التالية في بطولة العالم للتجديف 2023 في بلغراد الصربية.
| الرياضي                                                                 | المسابقة                 | التصفيات | التصفيات | الاستدراك | الاستدراك | النهائي | النهائي |
| الرياضي                                                                 | المسابقة                 | الزمن    | الترتيب  | الزمن     | الترتيب   | الزمن   | الترتيب |
| ----------------------------------------------------------------------- | ------------------------ | -------- | -------- | --------- | --------- | ------- | ------- |
| إريك هوري                                                               | بي آر1 فردي الرجال       | 10:00.59 | 3 ا      | 9:22.15   | 1 ن أ     | 9:23.37 | الثالث  |
| جيد ألتشواغر نيكي آيرز                                                  | بي آر3 زوجي مختلط        | 7:11.30  | 1 ن أ    | —         | —         | 7:26.74 | الأول   |
| توم بيرتويسل هانا كواب (مؤشر) توبيا غوفساسن سوزانا لوتز ألكساندرا فايني | بي آر3 رباعي مختلط بمؤشر | 7:02.74  | 3 ا      | 6:55.47   | 1 ن أ     | 7:14.78 | 5       |

المفتاح: ن أ=النهائي أ (ميدالية)؛ ن ب=النهائي ب (بدون ميدالية)؛ ا=الاستدراك

## الرماية
في 22 يوليو 2024، اختير رياضيين اثنين لتمثيل أستراليا في مسابقات الرماية في هذه الألعاب.
| الرياضي      | المسابقة                                      | التصفيات | التصفيات | النهائي  | النهائي  |
| الرياضي      | المسابقة                                      | النتيجة  | الترتيب  | النتيجة  | الترتيب  |
| ------------ | --------------------------------------------- | -------- | -------- | -------- | -------- |
| ناتالي سميث  | آر2 بندقية هوائية 10 متر وقوف للنساء إس إتش1  | 614.1    | 12       | لم تتأهل | لم تتأهل |
| ناتالي سميث  | آر8 بندقية 50 متر 3 أوضاع للنساء إس إتش1      | 1156-40x | 8 ت      | 396.2    | 8        |
| أنطون زابيلي | آر3 بندقية هوائية 10 متر انبطاح مختلط إس إتش1 | 631.9    | 15       | لم يتأهل | لم يتأهل |
| أنطون زابيلي | آر6 بندقية 50 متر انبطاح مختلط إس إتش1        | 616.5    | 18       | لم يتأهل | لم يتأهل |

## السباحة
أعلنت بارالمبياد أستراليا في 14 يونيو 2024 أسماء ثلاثين رياضيا - خمسة عشر رجلاً وخمسة عشر امرأة سيشاركون في منافسات السباحة خلال هذه الدورة. مثلت هذه الدورة أول مشاركة على المستوى البارالمبي لثمانية سباحين، أربع نساء وأربعة رجال.

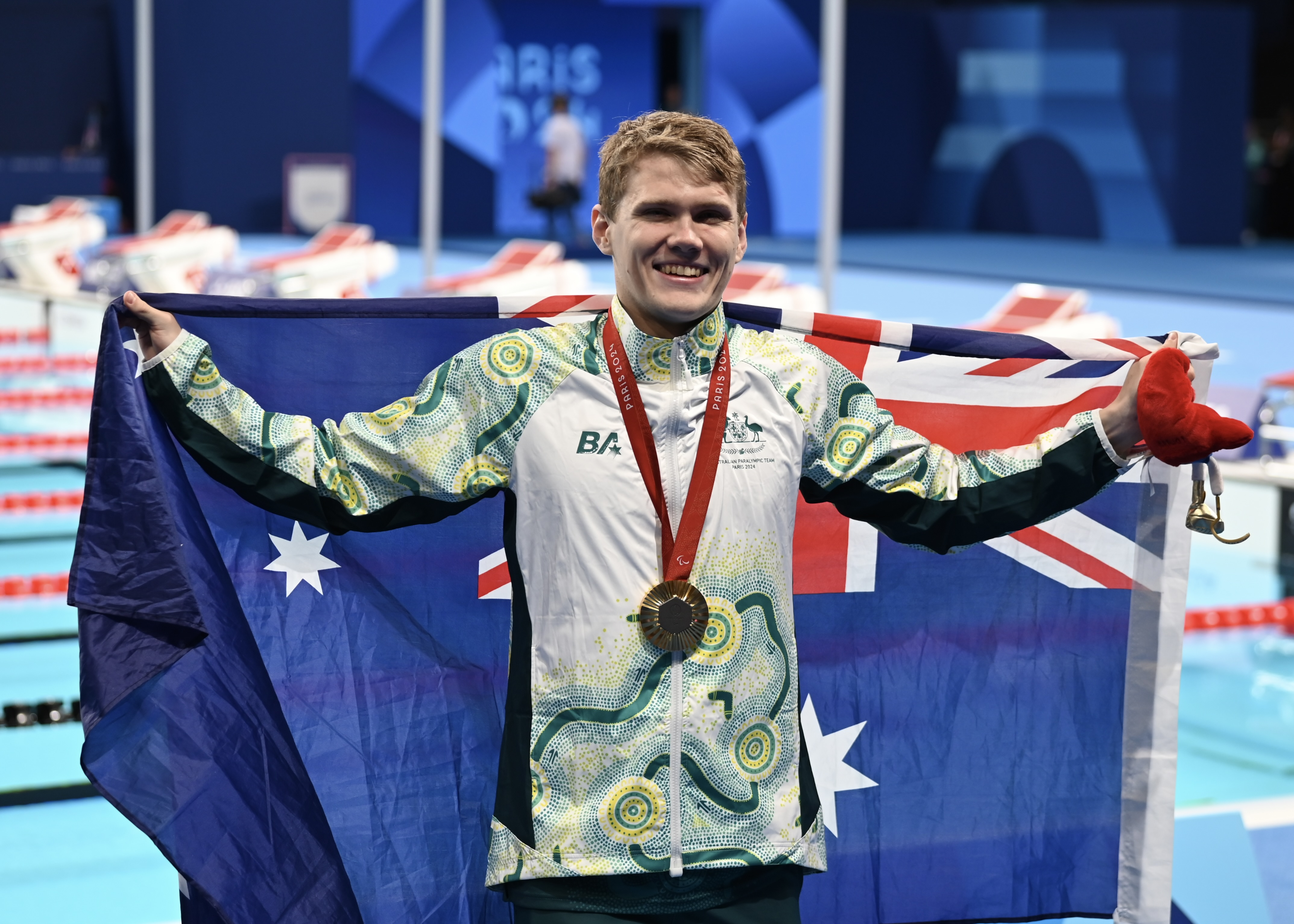
تيموثي هودج بعد فوزه بالميدالية الذهبية في سباق 200 متر متنوع فردي إس إم9 للرجال

- ت = تأهل للدور التالي
- ر أ = رقم قياسي أوقيانوسي
- ر ب = رقم قياسي بارالمبي
- ر ع = رقم قياسي عالمي
- استبعاد = مستبعد

الرجال
| الرياضي       | المسابقة                            | التصفيات  | التصفيات | النهائي     | النهائي  |
| الرياضي       | المسابقة                            | النتيجة   | الترتيب  | النتيجة     | الترتيب  |
| ------------- | ----------------------------------- | --------- | -------- | ----------- | -------- |
| جيسي أونغلس   | 100 متر سباحة على الظهر إس8         | 1:08.87   | 7 ت      | 1:08.36     | 6        |
| ريكي بيتار    | 200 متر سباحة حرة إس14              | 2:04.01   | 10       | لم يتأهل    | لم يتأهل |
| ريكي بيتار    | 100 متر سباحة على الظهر إس14        | 1:00.51   | 5 ت      | 1:00.33     | 6        |
| ريكي بيتار    | 200 متر سباحة متنوعة للفردي إس إم14 | 2:11.41   | 2 ت      | 2:08.69     | الثالث   |
| لويس بيشوب    | 100 متر سباحة فراشة إس9             | 1:01.5    | 4 ت      | 1:01.08     | الثالث   |
| روان كراذرز   | 50 متر سباحة حرة إس10               | 23.88     | 4 ت      | 23.79       | الثالث   |
| روان كراذرز   | 100 متر سباحة حرة إس10              | 51.51     | 1 ت      | 51.55       | الثاني   |
| توماس غالاغر  | 50 متر سباحة حرة إس10               | 23.33     | 1 ت      | 23.40       | الأول    |
| توماس غالاغر  | 100 متر سباحة حرة إس10              | 52.70     | 2 ت      | 51.86       | الثالث   |
| توماس غالاغر  | 100 متر سباحة على الظهر إس10        | 1:03.14   | 5 ت      | 1:01.34     | الثالث   |
| بريندن هول    | 400 متر سباحة حرة إس9               | 4:19.49   | 2 ت      | 4:15.61     | الثالث   |
| بريندن هول    | 100 متر سباحة على الظهر إس9         | 1:06.90   | 10       | لم يتأهل    | لم يتأهل |
| بريندن هول    | 100 متر سباحة فراشة إس9             | 1:04.36   | 12       | لم يتأهل    | لم يتأهل |
| بنجامين هانس  | 100 متر سباحة على الظهر إس14        | 56.52 ر ع | 1        | 57.04       | الأول    |
| بنجامين هانس  | 100 متر سباحة فراشة إس14            | 55.71     | 3 ت      | 56.48       | 4        |
| تيموثي هودج   | 100 متر سباحة فراشة إس9             | 1:00.61   | 2 ت      | 1:00.03     | الثاني   |
| تيموثي هودج   | 400 متر سباحة حرة إس9               | 4:19.31   | 1 ت      | 4:16.17     | 4        |
| تيموثي هودج   | 100 متر سباحة على الظهر إس9         | 1:03.02   | 3 ت      | 1:02.52     | 4        |
| تيموثي هودج   | 100 متر سباحة على الصدر إس بي9      | 1:12.17   | 5 ت      | 1:12.11     | 5        |
| تيموثي هودج   | 200 متر سباحة متنوعة للفردي إس إم9  | 2:14.36   | 1 ت      | 2:13.31 ر ب | الأول    |
| جاك آيرلاند   | 200 متر سباحة حرة إس14              | 1:55.33   | 3 ت      | 1:53.77 ر أ | الثالث   |
| أحمد كيلي     | 50 متر سباحة على الظهر إس3          | 56.97     | 8 ت      | 54.96 ر أ   | 8        |
| أحمد كيلي     | 50 متر سباحة حرة إس3                | 52.48     | 9        | لم يتأهل    | لم يتأهل |
| أحمد كيلي     | 150 متر سباحة متنوعة للفردي إس إم3  | 3:08.25   | 2 ت      | 3:02.16     | الثاني   |
| جيك ميتشل     | 100 متر سباحة على الصدر إس بي14     | 1:04.66   | 1 ت      | 1:04.27 ر أ | الثاني   |
| غرانت باترسون | 200 متر سباحة حرة إس3               | 3:56.20   | 8 ت      | 3:57.72     | 8        |
| غرانت باترسون | 50 متر سباحة على الصدر إس بي2       | 1:03.86   | 2 ت      | 1:04.54     | الثالث   |
| غرانت باترسون | 150 متر سباحة متنوعة للفردي إس إم3  | 3:07.88   | 1 ت      | 3:06.94     | الثالث   |
| كول بيرس      | 100 متر سباحة فراشة إس10            | 58.11     | 2 ت      | 57.24       | 4        |
| كول بيرس      | 200 متر سباحة متنوعة للفردي إس إم10 | 2:16.19   | 1 ت      | 2:12.79     | الثاني   |
| أليكس سافي    | 100 متر سباحة فراشة إس10            | 58.13     | 3 ت      | 56.61 ر أ   | الثالث   |
| أليكس سافي    | 100 متر سباحة حرة إس10              | 55.12     | 8 ت      | 54.55       | 7        |
| أليكس سافي    | 200 متر سباحة متنوعة للفردي إس إم10 | 2:20.22   | 9        | لم يتأهل    | لم يتأهل |
| كالوم سيمبسون | 100 متر سباحة حرة إس8               | 58.49     | 1 ت      | 58.23       | الأول    |
| كالوم سيمبسون | 400 متر سباحة حرة إس8               | 4:35.79   | 6 ت      | 4:34.79     | 6        |

النساء
| الرياضية         | المسابقة                            | التصفيات    | التصفيات | النهائي     | النهائي  |
| الرياضية         | المسابقة                            | النتيجة     | الترتيب  | النتيجة     | الترتيب  |
| ---------------- | ----------------------------------- | ----------- | -------- | ----------- | -------- |
| إميلي بيكروفت    | 100 متر سباحة حرة إس9               | 1:04.12     | 4 ت      | 1:03.36     | 4        |
| إميلي بيكروفت    | 100 متر سباحة فراشة إس9             | 1:08.88     | 4 ت      | 1:07.96     | الثالث   |
| كاتيا ديديكيند   | 50 متر سباحة حرة إس13               | 28.23       | 10       | لم تتأهل    | لم تتأهل |
| جاسمين غرينوود   | 50 متر سباحة حرة إس10               | 28.23       | 7 ت      | 28.49       | 8        |
| جاسمين غرينوود   | 100 متر سباحة على الظهر إس10        | 1:11.93     | 8 ت      | 1:10.26     | 6        |
| جاسمين غرينوود   | 100 متر سباحة فراشة إس10            | 1:08.52     | 4 ت      | 1:07.35     | 4        |
| جاسمين غرينوود   | 200 متر سباحة متنوعة للفردي إس إم10 | 2:36.59     | 6 ت      | 2:34.66     | 6        |
| إيلا جونز        | 400 متر سباحة حرة إس8               | 5:03.74     | 3 ت      | 5:02.86     | 6        |
| إيلا جونز        | 100 متر سباحة على الظهر إس8         | 1:24.48     | 12       | لم تتأهل    | لم تتأهل |
| جينا جونز        | 100 متر سباحة حرة إس12              | 1:04.21     | 8 ت      | 1:04.40     | 8        |
| جينا جونز        | 100 متر سباحة على الظهر إس12        | 1:13.96     | 5 ت      | 1:13.81     | 6        |
| جينا جونز        | 100 متر سباحة على الصدر إس بي12     | 1:23.39 ر أ | 5        | 1:22.04 ر أ | 6        |
| أليكسا ليري      | 50 متر سباحة حرة إس10               | 27.69       | 3 ت      | 27.79       | 6        |
| أليكسا ليري      | 100 متر سباحة حرة إس9               | 59.60 ر ع   | 1 ت      | 59.53 ر ع   | الأول    |
| بايج ليونهاردت   | 100 متر سباحة فراشة إس14            | 1:06.73     | 6 ت      | 1:07.49     | 7        |
| بايج ليونهاردت   | 100 متر سباحة على الصدر إس بي14     | 1:17.23     | 3 ت      | 1:16.55     | 4        |
| بايج ليونهاردت   | 200 متر سباحة متنوعة للفردي إس إم14 | 2:34.98     | 8 ت      | 2:35.33     | 8        |
| مادلين ماكتيرنان | 100 متر سباحة حرة إس14              | 2:12.71     | 5 ت      | 2:12.48     | 5        |
| مادلين ماكتيرنان | 100 متر سباحة على الظهر إس14        | 1:09.99     | 4 ت      | 1:09.70     | 5        |
| كلوي أوزبورن     | 100 متر سباحة حرة إس7               | 1:13.79     | 6 ت      | 1:13.76     | 7        |
| كلوي أوزبورن     | 400 متر سباحة حرة إس7               | 5:19.43     | 3 ت      | 5:17.69     | 4        |
| لاكيشا باترسون   | 100 متر سباحة حرة إس9               | 1:05.47     | 9        | لم تتأهل    | لم تتأهل |
| لاكيشا باترسون   | 400 متر سباحة حرة إس9               | 4:48.74     | 1 ت      | 4:40.14     | الثاني   |
| لاكيشا باترسون   | 200 متر سباحة متنوعة للفردي إس إم9  | 2:42.05     | 7        | 2:39.99     | 5        |
| كيرا ستيفنز      | 50 متر سباحة حرة إس9                | 28.36       | 10       | لم تتأهل    | لم تتأهل |
| كيرا ستيفنز      | 100 متر سباحة على الصدر إس بي9      | 1:18.01     | 4 ت      | 1:17.64     | 4        |
| كيرا ستيفنز      | 200 متر سباحة متنوعة للفردي إس إم10 | 2:39.06     | 8 ت      | 2:36.28     | 7        |
| روبي ستورم       | 100 متر سباحة فراشة إس14            | 1:09.78     | 9        | لم تتأهل    | لم تتأهل |
| روبي ستورم       | 200 متر سباحة حرة إس14              | 2:15.21     | 8 ت      | 2:13.13     | 7        |
| روبي ستورم       | 100 متر سباحة على الصدر إس بي14     | 1:21.91     | 9        | لم تتأهل    | لم تتأهل |
| هولي وارن        | 100 متر سباحة حرة إس7               | 1:17.19     | 14       | لم تتأهل    | لم تتأهل |
| هولي وارن        | 400 متر سباحة حرة إس7               | 5:33.35     | 7 ت      | 5:26.71     | 7        |
| راشيل واتسون     | 50 متر سباحة حرة إس5                | 41.34 ر أ   | 4 ت      | 41.17 ر أ   | الثالث   |
| راشيل واتسون     | 100 متر سباحة حرة إس5               | 1:37.84 ر أ | 3 ت      | 1:38.92     | الثالث   |
| بوبي ويلسون      | 100 متر سباحة حرة إس10              | 1:03.28     | 13       | لم تتأهل    | لم تتأهل |
| بوبي ويلسون      | 400 متر سباحة حرة إس10              | 4:55.99     | 9        | لم تتأهل    | لم تتأهل |
| بوبي ويلسون      | 100 متر سباحة فراشة إس10            | 1:08.96     | 5 ت      | 1:07.52     | 5        |

المسابقات المختلطة
| الرياضيون                                                                                         | المسابقة                      | التصفية     | التصفية | النهائي     | النهائي |
| الرياضيون                                                                                         | المسابقة                      | الزمن       | الترتيب | الزمن       | الترتيب |
| ------------------------------------------------------------------------------------------------- | ----------------------------- | ----------- | ------- | ----------- | ------- |
| غرانت باترسون أحمد كيلي هولي وارن كلوي أوزبورن                                                    | 4 × 50 متر سباحة حرة 20 نقطة  | 2:52.55 ر أ | 8 ت     | استبعاد     | استبعاد |
| جاك آيرلاند مادلين ماكتيرنان روبي ستورم بنجامين هانس                                              | 4 × 100 متر سباحة حرة إس14    | —           | —       | 3:46.37     | الثاني  |
| أليكسا ليري كالوم سيمبسون كلوي أوزبورن روان كراذرز                                                | 4 × 100 متر سباحة حرة 34 نقطة | —           | —       | 4:01.90 ر أ | الثاني  |
| جيسي أونغلس تيموثي هودج إميلي بيكروفت أليكسا ليري كيرا ستيفنز (التصفيات) كالوم سيمبسون (التصفيات) | 4 × 100 م متنوع 34 نقطة       | 4:33.32     | 2 ت     | 4:27.08 ر ب | الأول   |

## تنس الطاولة
شاركت أستراليا بـ 12 رياضيا في الألعاب البارالمبية. ستة منهم تأهلوا لباريس 2024 بفضل ميدالياتهم الذهبية التي حققوها في مسابقات فئاتهم خلال بطولة أوقيانوسيا 2023 في هونيارا بجزر سليمان؛ بينما تأهل الرياضيون الآخرون من خلال تخصيصات التصنيف العالمي النهائي للاتحاد الدولي لتنس الطاولة.
الرجال
| الرياضي          | المسابقة  | دور الـ32                         | دور الـ16                     | ربع النهائي                        | نصف النهائي                     | النهائي         | النهائي  |
| الرياضي          | المسابقة  | المنافس النتيجة                   | المنافس النتيجة               | المنافس النتيجة                    | المنافس النتيجة                 | المنافس النتيجة | الترتيب  |
| ---------------- | --------- | --------------------------------- | ----------------------------- | ---------------------------------- | ------------------------------- | --------------- | -------- |
| جيسي تشين        | فردي سي3  | بايك يونغبوك كوريا الجنوبية خ 0-3 | لم يتأهل                      | لم يتأهل                           | لم يتأهل                        | لم يتأهل        | لم يتأهل |
| كريس أديس        | فردي سي4  | —                                 | وانتشاي تشايووت تايلاند خ 0-3 | لم يتأهل                           | لم يتأهل                        | لم يتأهل        | لم يتأهل |
| جيمي هو          | فردي سي5  | —                                 | كاو نينغنينغ الصين خ 0-3      | لم يتأهل                           | لم يتأهل                        | لم يتأهل        | لم يتأهل |
| تريفور هيرث      | فردي سي6  | —                                 | ماتيو بارينزان إيطاليا خ 0-3  | لم يتأهل                           | لم يتأهل                        | لم يتأهل        | لم يتأهل |
| ناثان بيليسير    | فردي سي8  | ريتشارد تشيتي سلوفاكيا خ 1-3      | لم يتأهل                      | لم يتأهل                           | لم يتأهل                        | لم يتأهل        | لم يتأهل |
| ما لين           | فردي سي9  | —                                 | —                             | جوشوا ستايسي بريطانيا العظمى ف 3-0 | لوكاس ديدييه فرنسا خ 2-3        | —               | الثالث   |
| صاموئيل فون آينم | فردي سي11 | —                                 | —                             | تاكيشي تاكيموري اليابان ف 3-0      | جي تاي كيم كوريا الجنوبية خ 1-3 | —               | الثالث   |

النساء
| الرياضية        | المسابقة   | دور الـ32        | دور الـ16           | ربع النهائي                     | نصف النهائي                    | النهائي                      | النهائي  |
| الرياضية        | المسابقة   | المنافسة النتيجة | المنافسة النتيجة    | المنافسة النتيجة                | المنافسة النتيجة               | المنافسة النتيجة             | الترتيب  |
| --------------- | ---------- | ---------------- | ------------------- | ------------------------------- | ------------------------------ | ---------------------------- | -------- |
| هايلي ساندز     | فردي سي1–2 | —                | —                   | دوروتا بوكلاو بولندا خ 0-3      | لم تتأهل                       | لم تتأهل                     | لم تتأهل |
| دانييلا دي تورو | فردي سي4   | —                | تشو ينغ الصين خ 0-3 | لم تتأهل                        | لم تتأهل                       | لم تتأهل                     | لم تتأهل |
| لي لينا         | فردي سي9   | —                | —                   | نسليهان كافاس تركيا ف 3-0       | شيونغ غويان الصين خ 2-3        | —                            | الثالث   |
| يانغ تشيان      | فردي سي10  | —                | —                   | لين تزو يو تايبيه الصينية ف 3-0 | برونا أليكساندر البرازيل ف 3-2 | ناتاليا بارتيكا بولندا ف 3-0 | الأول    |
| ميليسا تابر     | فردي سي10  | —                | —                   | برونا أليكساندر البرازيل خ 2-3  | لم تتأهل                       | لم تتأهل                     | لم تتأهل |

الزوجي
| الرياضي                     | المسابقة               | دور الـ32                                          | دور الـ16                                     | ربع النهائي                        | نصف النهائي                                   | النهائي                                         | النهائي  |
| الرياضي                     | المسابقة               | المنافس النتيجة                                    | المنافس النتيجة                               | المنافس النتيجة                    | المنافس النتيجة                               | المنافس النتيجة                                 | الترتيب  |
| --------------------------- | ---------------------- | -------------------------------------------------- | --------------------------------------------- | ---------------------------------- | --------------------------------------------- | ----------------------------------------------- | -------- |
| كريس أديس جيسي تشين         | زوجي الرجال إم دي8     | —                                                  | غينكي سايتو / كازوكي شيتشينو اليابان خ 0–3    | لم يتأهل                           | لم يتأهل                                      | لم يتأهل                                        | لم يتأهل |
| ما لين ناثان بيليسير        | زوجي الرجال إم دي18    | —                                                  | ماتيو بوهيوس / توماس بوفاي فرنسا خ 2-3        | لم يتأهل                           | لم يتأهل                                      | لم يتأهل                                        | لم يتأهل |
| دانييلا دي تورو هايلي ساندز | زوجي النساء دبليو دي10 | —                                                  | ألكساندرا سان بيير / فلورا فوتييه فرنسا خ 1-3 | لم تتأهل                           | لم تتأهل                                      | لم تتأهل                                        | لم تتأهل |
| لي لينا يانغ تشيان          | زوجي النساء دبليو دي20 | —                                                  | —                                             | ليو منغ / ماو جينغديان الصين ف 3-0 | برونا أليكساندر / دانييل راوين البرازيل ف 3-0 | تزو يو لين / شياو وين تيان تايبيه الصينية ف 3-1 | الأول    |
| كريس أديس هايلي ساندز       | زوجي مختلط إكس دي7     | لويس فلوريس / تامارا ليونيلي تشيلي خ 0-3           | لم يتأهل                                      | لم يتأهل                           | لم يتأهل                                      | لم يتأهل                                        | لم يتأهل |
| جيسي تشين دانييلا دي تورو   | زوجي مختلط إكس دي7     | توماس ماثيوز / ميغان شاكلتون بريطانيا العظمى خ 1-3 | لم يتأهل                                      | لم يتأهل                           | لم يتأهل                                      | لم يتأهل                                        | لم يتأهل |
| ناثان بيليسير لي لينا       | زوجي مختلط إكس دي17    | —                                                  | بورنا زول / ميريانا لوشيتش كرواتيا خ 2-3      | لم يتأهل                           | لم يتأهل                                      | لم يتأهل                                        | لم يتأهل |
| تريفور هيرث ميليسا تابر     | زوجي مختلط إكس دي17    | يوناس هانسون / أنيا هاندن السويد خ 1-3             | لم يتأهل                                      | لم يتأهل                           | لم يتأهل                                      | لم يتأهل                                        | لم يتأهل |

## كرة السلة على الكراسي المتحركة
تأهل منتخب أستراليا للرجال للمنافسة في باريس 2024، بعد فوزه بالميدالية الذهبية في بطولة التأهل للمنطقة الآسيوية الأوقيانوسية 2024 ‏ في بانكوك بتايلاند.
ملخص المشاركة
| المنتخب               | المسابقة      | مرحلة المجموعات | مرحلة المجموعات | مرحلة المجموعات          | مرحلة المجموعات | ربع النهائي             | المراكز 5-8     | المركزين 5-6    |         |
| المنتخب               | المسابقة      | المنافس النتيجة | المنافس النتيجة | المنافس النتيجة          | الترتيب         | المنافس النتيجة         | المنافس النتيجة | المنافس النتيجة | الترتيب |
| --------------------- | ------------- | --------------- | --------------- | ------------------------ | --------------- | ----------------------- | --------------- | --------------- | ------- |
| منتخب أستراليا للرجال | بطولة الرجال ‏ | هولندا خ 55–66  | إسبانيا خ 60–68 | الولايات المتحدة خ 69–76 | 4               | بريطانيا العظمى خ 64–84 | إسبانيا ف 78–74 | هولندا ف 82–75  | 5       |

## الرغبي على الكراسي المتحركة
تأهل منتخب أستراليا للرغبي على الكراسي المتحركة ‏ للمنافسة في الألعاب البارالمبية بعد حلوله في المركز الثالث في بطولة التأهل البارالمبية 2024 في ويلينغتون في نيوزيلندا.
ملخص
| الفريق          | المسابقة          | دور المجموعات           | دور المجموعات   | دور المجموعات    | دور المجموعات | نصف النهائي     | النهائي / م.ب           | النهائي / م.ب |
| الفريق          | المسابقة          | المنافس النتيجة         | المنافس النتيجة | المنافس النتيجة  | الترتيب       | المنافس النتيجة | المنافس النتيجة         | الترتيب       |
| --------------- | ----------------- | ----------------------- | --------------- | ---------------- | ------------- | --------------- | ----------------------- | ------------- |
| منتخب أستراليا ‏ | البطولة المختلطة ‏ | بريطانيا العظمى خ 55–58 | فرنسا ف 55–53   | الدنمارك ف 53-49 | 2             | اليابان خ 51-52 | بريطانيا العظمى ف 50-48 | الثالث        |

مجموعة صور من بطولة الرغبي على الكراسي المتحركة في بارالمبياد باريس 2024 

أستراليا ضد بريطانيا العظمى، 29 أغسطس 2024 

أستراليا ضد فرنسا، 31 أغسطس 2024
تشكيلة الفريق

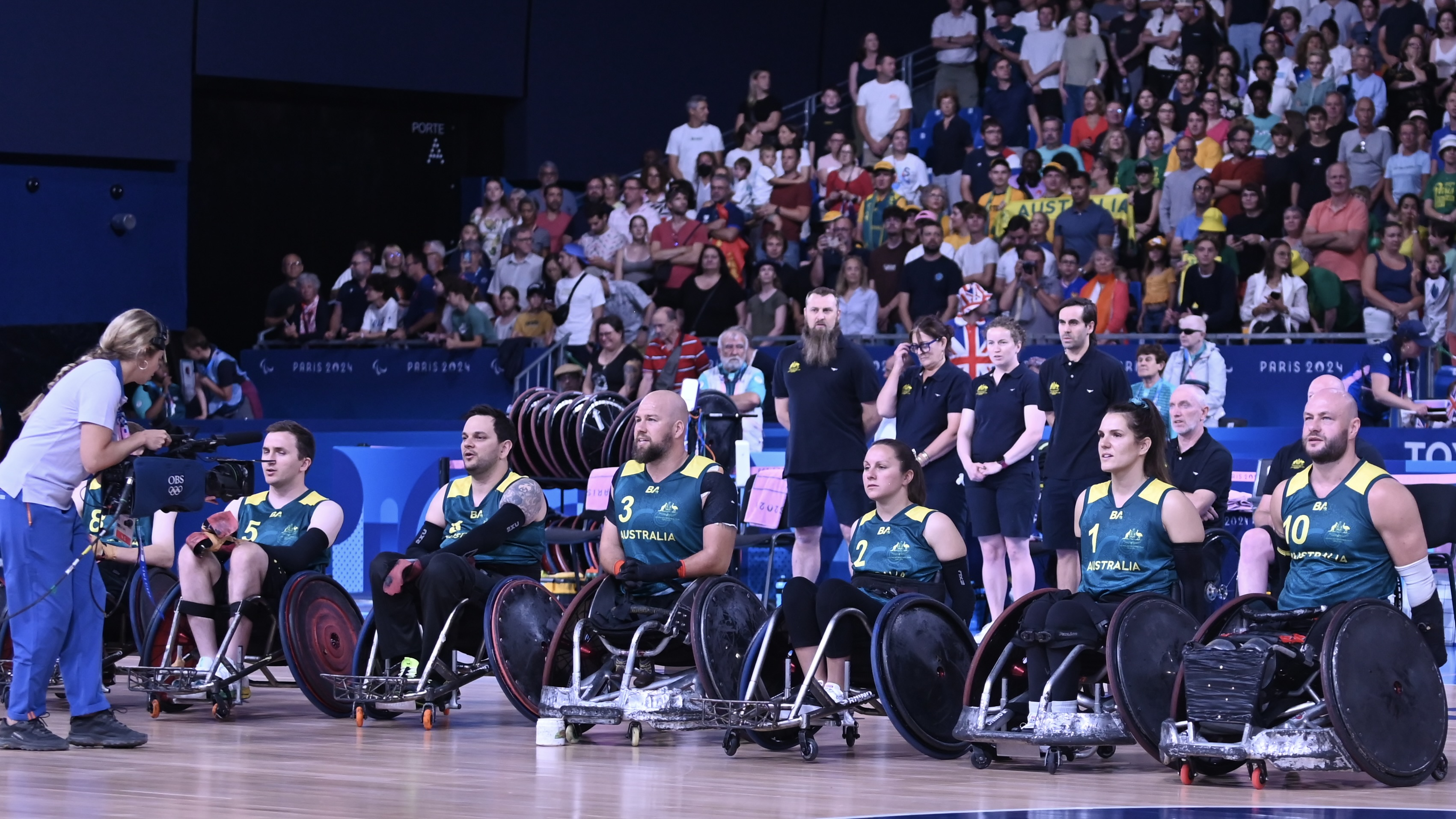
منتخب الرغبي الأسترالي. من اليسار إلى اليمين: جيمس ماكويلان، جيك هو، رايلي بات، إيميلي ميلر، إيلا سابلجاك، كريس بوند

في 10 يوليو 2024، أُعلن عن تشكيلة المنتخب المشاركة في الألعاب والتي تكونت من اثني عشر لاعبا.
- رايلي بات
- كريس بوند
- بن فوسيت
- برايدن فوكسلي-كونولي
- أندرو إدموندسون
- شاي غراهام
- جيك هو
- جوش نيكولسون
- جيمس ماكويلان
- إيميلي ميلر
- إيلا سابلجاك
- بو فيرنون

المجموعة ب
| م | الفريق          | لعب | ف | ت | خ | أ.له | أ.ع | أ.ف | نقاط | التأهل                 |
| - | --------------- | --- | - | - | - | ---- | --- | --- | ---- | ---------------------- |
| 1 | بريطانيا العظمى | 3   | 3 | 0 | 0 | 163  | 157 | +6  | 6    | نصف النهائي ‏           |
| 2 | أستراليا        | 3   | 2 | 0 | 1 | 163  | 160 | +3  | 4    | نصف النهائي ‏           |
| 3 | فرنسا (H)       | 3   | 1 | 0 | 2 | 155  | 156 | −1  | 2    | مباريات تحديد المراكز ‏ |
| 4 | الدنمارك        | 3   | 0 | 0 | 3 | 153  | 161 | −8  | 0    | مباريات تحديد المراكز ‏ |

| أستراليا                                                                            | 55–58 | بريطانيا العظمى                                                                                   |
| ----------------------------------------------------------------------------------- | ----- | ------------------------------------------------------------------------------------------------- |
| رايلي بات ‏ – 36 كريس بوند ‏ – 12 بو فيرنون ‏ – 3 إيلا سابلجاك – 1 أندرو إدموندسون – 1 | تقرير | آرون فيبس – 25 ستيوارت روبنسون – 23 غافين والكر – 3 جوناثان كوغان – 2 جاك سميث – 1 كيران فلين – 1 |

| أستراليا                                                           | 55–53 | فرنسا                                                                         |
| ------------------------------------------------------------------ | ----- | ----------------------------------------------------------------------------- |
| كريس بوند ‏ – 27 رايلي بات ‏ – 26 بو فيرنون ‏ – 1 أندرو إدموندسون – 1 | تقرير | جوناثان هيفرنات – 34 سيباستيان فيردن – 10 رودولف جارلان – 4 سيدريك نانكين – 2 |

| الدنمارك                                                                                          | 49–53 | أستراليا                                       |
| ------------------------------------------------------------------------------------------------- | ----- | ---------------------------------------------- |
| مارك بيترز – 22 سيباستيان فريدريكسن – 11 ليون يورغنسن – 7 جايكوب مورتينسن – 4 كار مومي نيلسون – 3 | تقرير | رايلي بات ‏ – 41 كريس بوند ‏ – 11 بو فيرنون ‏ – 1 |

نصف النهائي
| اليابان | 52–51 | أستراليا                                                                            |
| --- | ----- | ----------------------------------------------------------------------------------- |
| دايسوكي إكيزاكي– 17 يوكينوبو إيكي– 16 كاتسويا هاشيموتو– 14 ريوجي كوسابا– 2 سيا نوريماتسو– 1 هيتوشي أوغاوا– 1 | تقرير | رايلي بات ‏ – 22 كريس بوند ‏ – 18 بو فيرنون ‏ – 5 إيلا سابلجاك – 2 أندرو إدموندسون – 2 |

#### مباراة الميدالية البرونزية
| أستراليا                                                           | 50–48 | بريطانيا العظمى                                                |
| ------------------------------------------------------------------ | ----- | -------------------------------------------------------------- |
| رايلي بات ‏ – 28 كريس بوند ‏ – 15 بو فيرنون ‏ – 3 أندرو إدموندسون – 2 | تقرير | ستيوارت روبنسون – 28 آرون فيبس – 14 جاك سميث – 3 جيمي ستيد – 1 |

## كرة المضرب على الكراسي المتحركة
في 5 أغسطس 2024، اختير 3 لاعبين لتمثيل أستراليا في مسابقات كرة المضرب على الكراسي المتحركة. انسحب جوستين ديفيدسون في 26 أغسطس 2024 بسبب مرض أحد أفراد عائلته.
| الرياضي               | المسابقة    | دور الـ64                           | دور الـ32                                                                 | دور الـ16       | ربع النهائي     | نصف النهائي     | النهائي / م.ب   | النهائي / م.ب |
| الرياضي               | المسابقة    | المنافس النتيجة                     | المنافس النتيجة                                                           | المنافس النتيجة | المنافس النتيجة | المنافس النتيجة | المنافس النتيجة | الترتيب       |
| --------------------- | ----------- | ----------------------------------- | ------------------------------------------------------------------------- | --------------- | --------------- | --------------- | --------------- | ------------- |
| أندرسون باركر         | فردي الرجال | إزيكويل كاسكو الأرجنتين خ 5–7، 4–6  | لم يتأهل                                                                  | لم يتأهل        | لم يتأهل        | لم يتأهل        | لم يتأهل        | =33           |
| بن ويكس               | فردي الرجال | دانيال رودريغيز البرازيل خ 0–6، 1–6 | لم يتأهل                                                                  | لم يتأهل        | لم يتأهل        | لم يتأهل        | لم يتأهل        | =33           |
| أندرسون باركر بن ويكس | زوجي الرجال | —                                   | غوستافو كارنيرو سيلفا / دانيال ألفيز رودريغيز البرازيل خ 5–7، 6–2، [8–10] | لم يتأهل        | لم يتأهل        | لم يتأهل        | لم يتأهل        | =17           |

## أنظر أيضا
- أستراليا في الألعاب الأولمبية الصيفية 2024
- أستراليا في الألعاب البارالمبية الصيفية 2008